# Cáp Nhĩ Tân
Cáp Nhĩ Tân  là một địa cấp thị và thủ phủ của tỉnh Hắc Long Giang ở phía Đông Bắc Trung Quốc. Cáp Nhĩ Tân là thành phố đông dân thứ 8 của Trung Quốc theo điều tra dân số năm 2010, khu vực phát triển nhất thành phố bao gồm bảy trong chín quận đô thị (trừ Song Thành và A Thành chưa đô thị hóa) có 5.282.093 cư dân, trong khi tổng dân số thành phố cấp tỉnh lên tới 10.635.971. Cáp Nhĩ Tân là trung tâm chính trị, kinh tế, khoa học, văn hóa và truyền thông quan trọng ở Đông Bắc Trung Quốc, cũng như một cơ sở công nghiệp quan trọng của quốc gia.
Tiếng Quan Thoại phiên âm từ "Ha-r-bin" thành "Hā ěr bīn" - 哈尔滨, Hán-Việt đọc là "Cáp Nhĩ Tân". "Harbin" vốn là một từ trong tiếng Mãn Châu có nghĩa là "nơi phơi lưới đánh cá", phát triển từ một khu định cư nông thôn nhỏ trên sông Tùng Hoa để trở thành một trong những thành phố lớn nhất ở Đông Bắc Trung Quốc. Được thành lập vào năm 1898 với sự xuất hiện của Đường sắt Đông Trung Quốc, thành phố ban đầu phát triển thịnh vượng như một khu vực sinh sống bởi đa số người nhập cư từ Đế quốc Nga. Cáp Nhĩ Tân có biệt danh "hòn ngọc trên cổ thiên nga" vì hình dáng sông Hắc Long Giang giống như một con thiên nga, hoặc "Moskva phương Đông" hay Paris phương Đông" do kiến trúc của nó.
Có những mùa đông lạnh giá nhất trong số các thành phố lớn của Trung Quốc, Cáp Nhĩ Tân có biệt danh là Thành phố Băng để chỉ sự phát triển du lịch và những hoạt động giải trí mùa đông nổi tiếng của nó. Đáng chú ý là lễ hội điêu khắc băng của thành phố vào mùa đông. Bên cạnh việc nổi tiếng với di sản lịch sử của Nga, thành phố này đóng vai trò là cửa ngõ quan trọng trong thương mại Trung-Nga ngày nay, có một số lượng lớn người di cư từ Nga. Trong những năm 1920, thành phố được coi là kinh đô thời trang của Trung Quốc kể từ khi những nhà thiết kế từ Paris và Moscow đến đây đầu tư trước khi đến Thượng Hải. Thành phố đã được Cục Du lịch Quốc gia Trung Quốc bình chọn là "Thành phố du lịch hàng đầu Trung Quốc" năm 2004. Ngày 22 tháng 6 năm 2010, Cáp Nhĩ Tân được bổ nhiệm làm "Thành phố âm nhạc" của Liên hợp quốc.

## Lịch sử

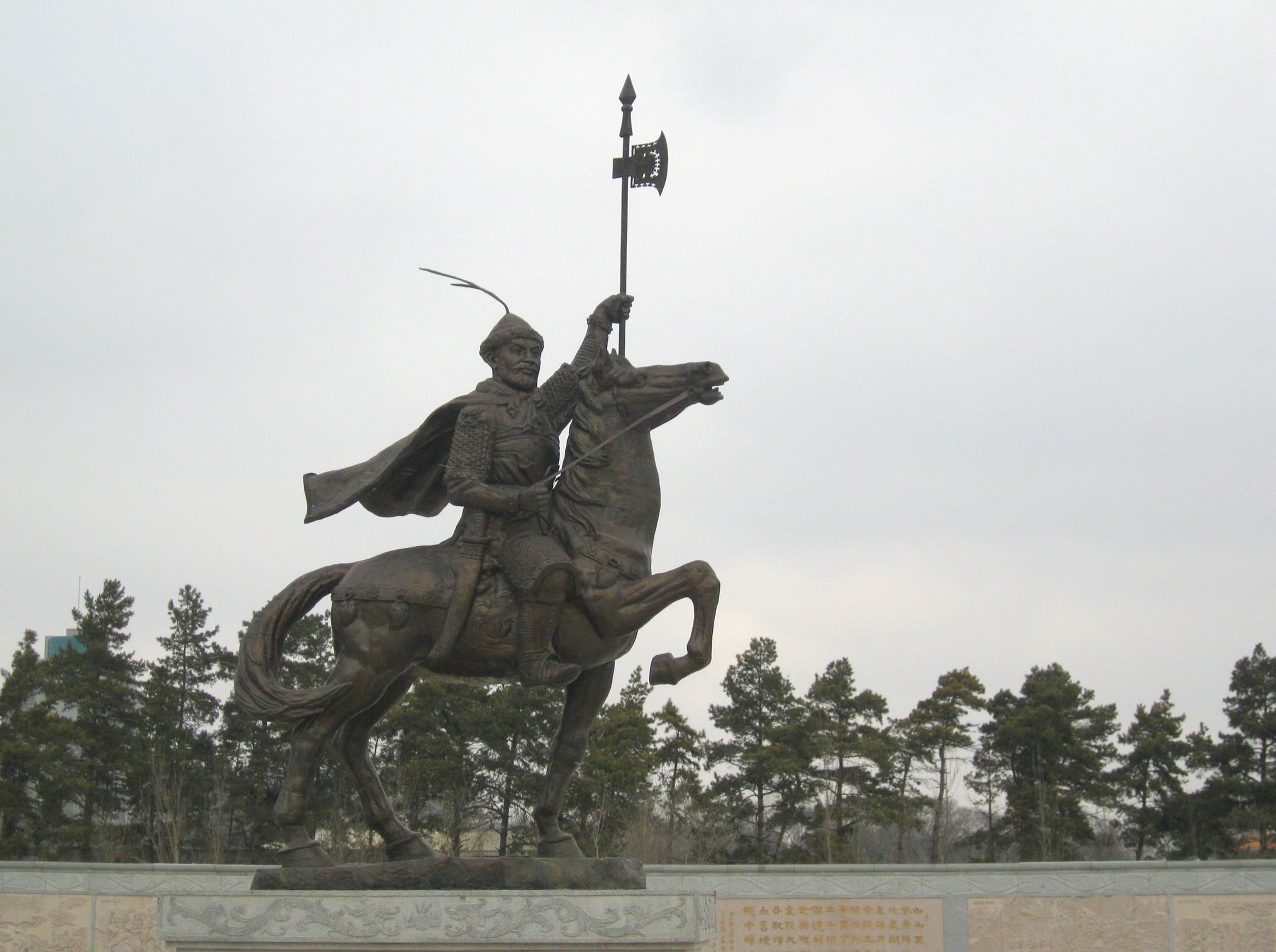
Tượng vua Kim Thái Tổ ở quận A Thành

Sự định cư của con người ở khu vực Cáp Nhĩ Tân có từ ít nhất 2200 TCN trong thời kỳ đồ đá cũ. Vua Kim Thái Tổ Hoàn Nhan A Cố Đả, người sáng lập và hoàng đế đầu tiên (1115-1123) của triều đại nhà Kim (1115-1234), được sinh ra trong các bộ tộc Nữ Chân huộc dòng tộc Hoàn Nhan cư trú gần sông Ashi trong khu vực này. Vào năm 1115, ông thành lập thủ phủ Shangjing của kinh đô triều Kim (Thượng thủ) tỉnh Hội Ninh tại quận A Thành thuộc Cáp Nhĩ Tân ngày nay. Sau cái chết của Thái Tổ, vị hoàng đế mới Kim Thái Tông đã ra lệnh xây dựng một kinh đô mới theo kế hoạch thống nhất. Việc lập kế hoạch và xây dựng mô phỏng theo các kinh thành lớn của Trung Quốc, cụ thể là Biện Kinh (Khai Phong), mặc dù kinh đô của nhà Kim nhỏ hơn so với phiên bản nguyên mẫu của nhà Tống. Tỉnh Hội Ninh tiếp tục là kinh đô chính thức của đế chế Kim cho đến khi Hoàn Nhan Lượng (hoàng đế thứ tư của nhà Kim) dời đô đến Yên Kinh (nay là Bắc Kinh) vào năm 1153. Ông ta thậm chí đã đi xa đến mức phá hủy tất cả các cung điện ở kinh đô cũ của mình vào năm 1157. Người kế nhiệm của Lượng, Hoàn Nhan Thuần (Kim Thế Tông) đã khôi phục lại nơi này và biến nó như một cố đô vào năm 1173. Tàn tích của tỉnh Shangjing Hội Ninh được phát hiện và khai quật khoảng 2 km (1,2 mi) từ khu đô thị trung tâm A Thành ngày nay. Khu di tích cố đô nhà Kim là khu bảo tồn lịch sử quốc gia và bao gồm Bảo tàng Lịch sử Triều đại nhà Kim. Bảo tàng mở cửa cho công chúng, được cải tạo vào cuối năm 2005. Các bức tượng được gắn với Hoàn Nhan A Cố Đả và chỉ huy trưởng Hoàn Nhan Tông Hàn được xây trong khuôn viên của bảo tàng. Nhiều hiện vật được tìm thấy ở đây được trưng bày ở Cáp Nhĩ Tân gần đó.
Sau chiến tranh Mông-Kim (1211-1234), tỉnh Hội Ninh đã bị bỏ hoang. Trong thế kỷ 17, người Mãn Châu sử dụng vật liệu xây dựng từ tỉnh Hội Ninh để xây dựng thành trì mới của họ ở A Thành. Khu vực Cáp Nhĩ Tân vẫn phần lớn là nông thôn cho đến những năm 1800, với hơn 10 ngôi làng và khoảng 30.000 người trong các quận đô thị hiện tại của thành phố vào cuối thế kỷ 19.

### Đô thị quốc tế

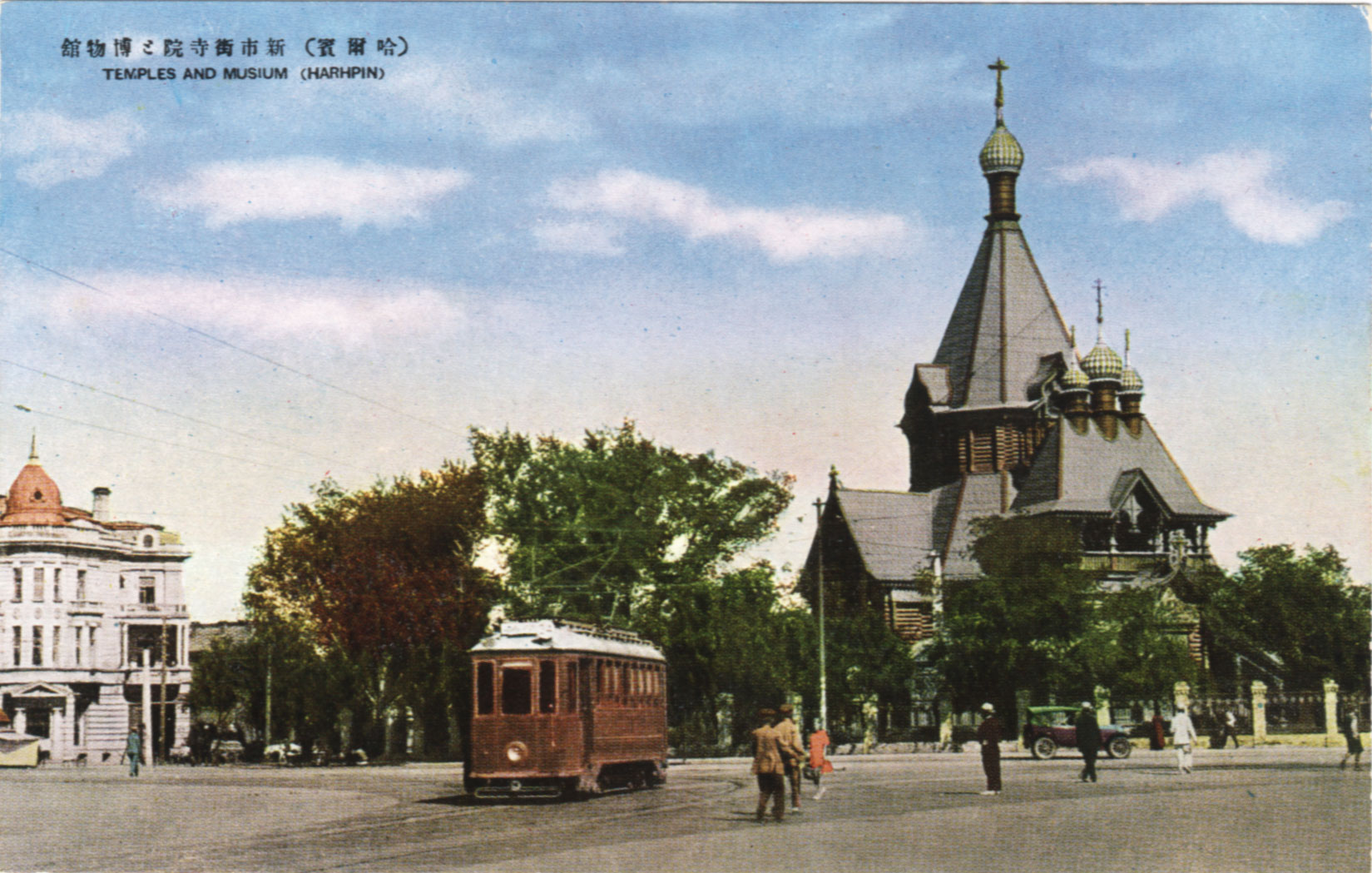
St. Nicolas Orthodox, một nhà thờ thuộc Giáo hội Chính thống giáo Nga ở Cáp Nhĩ Tân, vào khoảng năm 1940, bị phá hủy trong cuộc Cách mạng Văn hóa

Từ những ngôi làng nhỏ vào năm 1898, Cáp Nhĩ Tân đã chuyển mình trở thành 1 thành phố hiện đại. Kỹ sư người Ba Lan Adam Szydłowski đã vẽ kế hoạch cho thành phố sau khi xây dựng Đường sắt Đông Trung Quốc, mà đế quốc Nga đã tài trợ. Người Nga đã chọn Cáp Nhĩ Tân làm cơ sở quản lý của họ trên tuyến đường sắt này và Khu Đường sắt Đông Trung Quốc. Tuyến đường sắt Đông Trung Quốc mở rộng tuyến đường sắt xuyên Sibir: giảm đáng kể khoảng cách từ Chita đến Vladivostok và cũng nối liền thành phố cảng Dalny (Đại Liên) và cảng cơ sở hải quân Nga Arthur (Lữ Thuận Khẩu).
Trong Chiến tranh Nga-Nhật (1904–05), Nga sử dụng Cáp Nhĩ Tân làm căn cứ cho các hoạt động quân sự ở Mãn Châu. Sau thất bại của Nga, ảnh hưởng của nó giảm sút. Hàng ngàn công dân từ 33 quốc gia, bao gồm Hoa Kỳ, Đức và Pháp, đã chuyển đến Cáp Nhĩ Tân. 16 quốc gia thành lập lãnh sự quán để phục vụ công dân của họ, những người thành lập hàng trăm công ty công nghiệp, thương mại và ngân hàng. Các nhà thờ được xây dựng lại cho Chính thống giáo Nga, Lutheran / Tin Lành Đức, và các Cơ Đốc Nhân Công giáo Ba Lan. Các nhà tư bản Trung Quốc cũng thành lập các doanh nghiệp, đặc biệt là trong ngành sản xuất bia, thực phẩm và dệt may. Cáp Nhĩ Tân đã trở thành trung tâm kinh tế của Đông Bắc Trung Quốc và một đô thị quốc tế.
Sự phát triển nhanh chóng của thành phố đã thách thức hệ thống y tế công cộng. Vụ dịch hạch phổi tồi tệ nhất từng được ghi nhận đã được lan truyền đến Cáp Nhĩ Tân thông qua tuyến đường sắt xuyên Mãn Châu từ cảng thương mại biên giới Mãn Châu Lý. Bệnh dịch kéo dài từ cuối mùa thu năm 1910 đến mùa xuân năm 1911 và giết chết 1.500 người dân Cáp Nhĩ Tân (chủ yếu là người Trung Quốc), hoặc khoảng năm phần trăm dân số của nó vào thời điểm đó. Điều này hóa ra là sự khởi đầu của đại dịch viêm phổi lớn của Mãn Châu và Mông Cổ, cuối cùng đã cướp đi 60.000 nạn nhân. Vào mùa đông năm 1910, tiến sĩ Wu Lien-teh (sau này là người sáng lập Đại học Y khoa Cáp Nhĩ Tân) đã được chỉ thị từ Văn phòng Ngoại giao ở Bắc Kinh, đến Cáp Nhĩ Tân để điều tra bệnh dịch hạch. Tiến sĩ Wu yêu cầu hoàng gia phê chuẩn để hỏa táng nạn nhân dịch hạch, vì hỏa táng của những nạn nhân bị nhiễm bệnh này hóa ra là bước ngoặt của đại dịch. Sự đàn áp của đại dịch bệnh dịch này đã thay đổi tiến bộ y tế ở Trung Quốc. Bức tượng đồng của Tiến sĩ Wu Lien-teh được xây dựng tại Đại học Y khoa Cáp Nhĩ Tân để ghi nhớ những đóng góp của ông trong việc thúc đẩy sức khỏe cộng đồng, y tế dự phòng và giáo dục y tế.

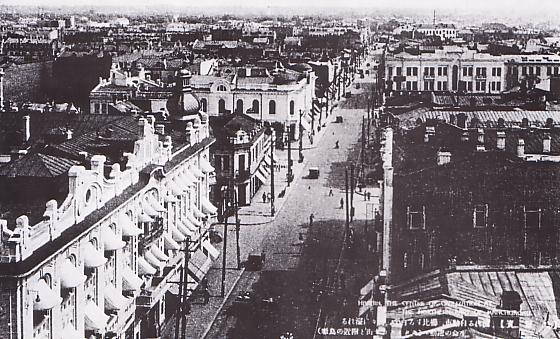
Đường Kitayskaya ở Cáp Nhĩ Tân (tiếng Nga là "Phố Trung Hoa"), bây giờ là đường Zhongyang (tiếng Trung là "Phố trung tâm"), trước năm 1945

Sau khi dịch hạch được đẩy lùi, dân số của Cáp Nhĩ Tân tiếp tục tăng mạnh, đặc biệt là bên trong Khu vực đường sắt Đông Trung Quốc. Năm 1913, Tổng điều tra dân số Đông Trung Quốc cho thấy thành phần dân tộc như: người Nga - 34313, Trung Quốc (bao gồm Hán, Mãn, vv) - 23537, người Do Thái - 5032, người Ba Lan - 2556, người Nhật - 696, người Đức - 564, người Tatar - 234, người Latvia - 218, Gruzia - 183, người Estonia - 172, người Lithuania - 142, người Armenia - 124; cũng có Karaims, Ukraina, Bashkir, và một số người Tây Âu. Tổng cộng, 68549 công dân đến từ 53 quốc tịch, nói 45 ngôn ngữ. Nghiên cứu cho thấy chỉ có 11,5 phần trăm của tất cả các cư dân được sinh ra ở Cáp Nhĩ Tân. Đến năm 1917, dân số của Cáp Nhĩ Tân vượt quá 100.000 người, với hơn 40.000 người trong số đó là dân tộc Nga.
Sau cuộc cách mạng Tháng Mười năm 1917, hơn 100.000 bạch vệ và người tị nạn Nga đã rút lui đến Cáp Nhĩ Tân, nơi đã trở thành trung tâm lớn của những người Nga và vùng đất lớn nhất của Nga bên ngoài Liên bang Xô viết. Thành phố có một hệ thống trường học của Nga, cũng như các nhà xuất bản báo và tạp chí tiếng Nga. Cộng đồng Harbintsy của Nga có khoảng 120.000 người vào thời kỳ đỉnh điểm vào đầu những năm 1920. Vào đầu những năm 1920, theo các nghiên cứu gần đây của các học giả Trung Quốc, hơn 20.000 người Do Thái sống ở Cáp Nhĩ Tân. Sau năm 1919, Tiến sĩ Abraham Kaufman đóng một vai trò hàng đầu trong cộng đồng Do Thái lớn của người Do Thái ở đây. Trung Hoa Dân quốc chấm dứt quan hệ ngoại giao với Liên bang Xô viết vào năm 1920, vì vậy nhiều người Nga thấy mình vô quốc tịch. Khi đường sắt phía Đông của Trung Quốc và chính phủ tại Bắc Kinh công bố vào năm 1924 rằng họ đã đồng ý đường sắt sẽ chỉ sử dụng công dân Nga hoặc Trung Quốc, các hoàng tộc buộc phải tuyên bố lòng trung thành của họ và chính trị. Công dân Xô viết được chấp nhận nhiều nhất. Nhà lãnh đạo Trung Quốc Trương Học Lương tịch thu đường sắt Đông Trung Quốc vào năm 1929. Lực lượng quân sự của Liên Xô nhanh chóng chấm dứt cuộc khủng hoảng và buộc Trung Quốc chấp nhận khôi phục chính quyền đường sắt Liên Xô - Trung Quốc.

### Nhật Bản chiếm đóng

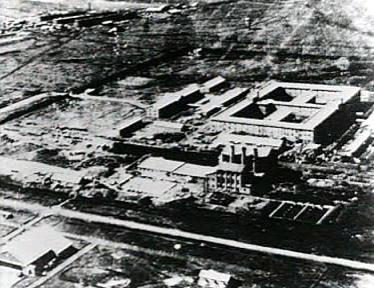
Trụ sở của nghiên cứu và phát triển chiến tranh hóa học và sinh học bí mật của Đế quốc Nhật Bản - Đơn vị 731

Nhật Bản đã xâm chiếm Mãn Châu ngay sau khi xảy ra sự kiện Phụng Thiên vào tháng 9 năm 1931. Sau khi người Nhật chiếm được Tề Tề Cáp Nhĩ trong Chiến dịch Jiangqiao, Lữ đoàn hỗn hợp thứ tư của Nhật chuyển đến Cáp Nhĩ Tân, đóng cửa từ phía tây và nam. Vụ đánh bom bởi máy bay Nhật Bản buộc quân đội Trung Quốc rút lui khỏi Cáp Nhĩ Tân. Trong vòng vài giờ, sự chiếm đóng của Nhật Bản ở Cáp Nhĩ Tân đã hoàn thành.
Với việc thành lập nhà nước bù nhìn Mãn Châu quốc, sự bình định của nhà nước này bắt đầu, khi quân đội tình nguyện tiếp tục chiến đấu với người Nhật. Cáp Nhĩ Tân đã trở thành một cơ sở hoạt động chính cho các nhà thí nghiệm y học khét tiếng của Đơn vị 731, người đã giết người ở mọi lứa tuổi và sắc tộc. Tất cả các đơn vị này được gọi chung là Phòng chống dịch bệnh và lọc nước của quân đội Kwantung. Cơ sở chính của Đơn vị 731 được xây dựng vào năm 1935 tại huyện Bình Phòng, cách khoảng 24 km (15 dặm) về phía nam của khu đô thị Cáp Nhĩ Tân vào thời điểm đó. Từ 3.000 đến 12.000 công dân bao gồm cả nam giới, phụ nữ và trẻ em — từ đó khoảng 600 người mỗi năm được cung cấp bởi Hiến binh Nhật — đã được thực hiện trong thử nghiệm của con người được thực hiện bởi Đơn vị 731 tại trại chỉ riêng ở Bình Phòng, không bao gồm nạn nhân từ các địa điểm thử nghiệm y tế khác. Gần 70 phần trăm nạn nhân đã chết trong trại Bình Phòng là người Trung Quốc, bao gồm cả dân sự và quân sự. Gần 30% nạn nhân là người Nga. Một số người khác là Đông Nam Á và các đảo thuộc Thái Bình Dương, vào thời kỳ thuộc địa của Đế quốc Nhật Bản, và một số lượng nhỏ tù nhân chiến tranh từ Đồng minh Thế chiến II (mặc dù nhiều đồng minh POW là nạn nhân của Đơn vị 731 tại các địa điểm khác). Tù nhân chiến tranh đã bị giải phẫu sinh thể mà không gây mê, sau khi bị nhiễm bệnh khác nhau. Tù nhân bị tiêm nhiễm bệnh, cải trang thành tiêm chủng, để nghiên cứu tác dụng của chúng. Đơn vị 731 và các đơn vị trực thuộc (đơn vị 1644 và đơn vị 100 người khác) tham gia nghiên cứu, phát triển và triển khai thử nghiệm vũ khí biowarfare do dịch bệnh tạo ra trong các cuộc tấn công chống lại dân chúng Trung Quốc (cả dân sự và quân sự) trong suốt Thế chiến II. Mục tiêu của con người cũng được sử dụng để kiểm tra lựu đạn được đặt ở những khoảng cách khác nhau và ở các vị trí khác nhau. Máy phun lửa đã được thử nghiệm trên người. Con người được gắn với cổ phần và được sử dụng làm mục tiêu để kiểm tra bom phóng thích, vũ khí hóa học và bom nổ. 12 đơn vị 731 thành viên đã bị kết tội trong các cuộc thử nghiệm tội phạm chiến tranh Khabarovsk nhưng sau đó đã hồi hương; những người khác nhận được sự miễn trừ bí mật của Tư lệnh Tối cao của các lực lượng Đồng minh Douglas MacArthur trước Tòa án Quân sự Quốc tế vùng Viễn Đông ở Tokyo để đổi lấy công trình chiến tranh sinh học trong Chiến tranh Lạnh cho Lực lượng Mỹ.

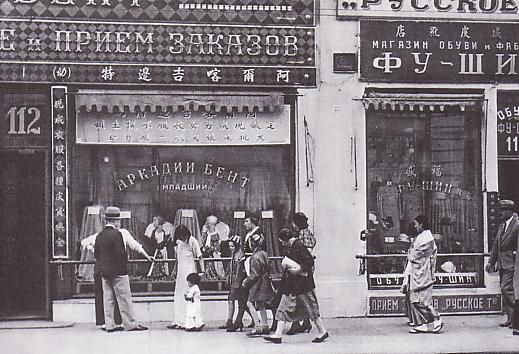
Một góc đường Kitaiskaia thời xưa, với sự chiếm ưu thế của những biển hiệu tiếng Nga trên phố

Những người cách mạng Trung Quốc bao gồm Zhao Shangzhi, Yang Jingyu, Li Zhaolin, Zhao Yiman tiếp tục đấu tranh chống lại người Nhật ở Cáp Nhĩ Tân và khu vực hành chính của nó, chỉ huy quân đội du kích chống Nhật chính - Quân đội Liên Hợp Quốc chống Nhật Bản - ban đầu được tổ chức bởi chi nhánh Mãn Châu của Đảng Cộng sản Trung Quốc. Quân đội đã được sự ủng hộ của Đệ tam Quốc tế sau khi Ủy ban tỉnh CPC Mãn Châu được giải thể vào năm 1936.
Dưới thời Mãn Châu quốc và sự chiếm đóng của người Nhật, người Cáp Nhĩ Tân gặp khó khăn. Năm 1935, Liên Xô bán Tàu Đông Trung Quốc (KVZhD) cho Nhật Bản và nhiều người Nga rời khỏi Cáp Nhĩ Tân (48133 người trong số họ bị bắt trong cuộc Thanh trừng Đại Liên Xô từ 1936 đến 1938 là "gián điệp Nhật Bản"). Hầu hết người Nga rời khỏi Liên bang Xô viết, nhưng một số lượng đáng kể đã chuyển về phía nam đến Thượng Hải hoặc di cư sang Hoa Kỳ và Úc. Vào cuối những năm 1930, dân số của Cáp Nhĩ Tân đã giảm xuống còn khoảng 30.000 người.
Nhiều người Do Thái của Cáp Nhĩ Tân (13.000 người năm 1929) đã bỏ chạy sau khi người Nhật chiếm đóng khi người Nhật liên kết chặt chẽ với những kẻ cuồng phong Nga chống Liên Xô, mà ý thức hệ chống chủ nghĩa chống chủ nghĩa dân tộc được đặt theo chủ nghĩa chống Do Thái độc tài. Phần lớn còn lại cho Thượng Hải, Thiên Tân, và lãnh thổ Ủy trị Palestine của Anh. Vào cuối những năm 1930, một số người Do Thái Đức chạy trốn khỏi Đức Quốc xã đã chuyển đến Cáp Nhĩ Tân. Các quan chức Nhật Bản sau đó tạo điều kiện cho di dân Do Thái đến một số thành phố ở miền tây Nhật Bản, đặc biệt là Kobe, nơi có hội đường giáo đường lớn nhất của Nhật Bản.

### Sau chiến tranh thế giới thứ II

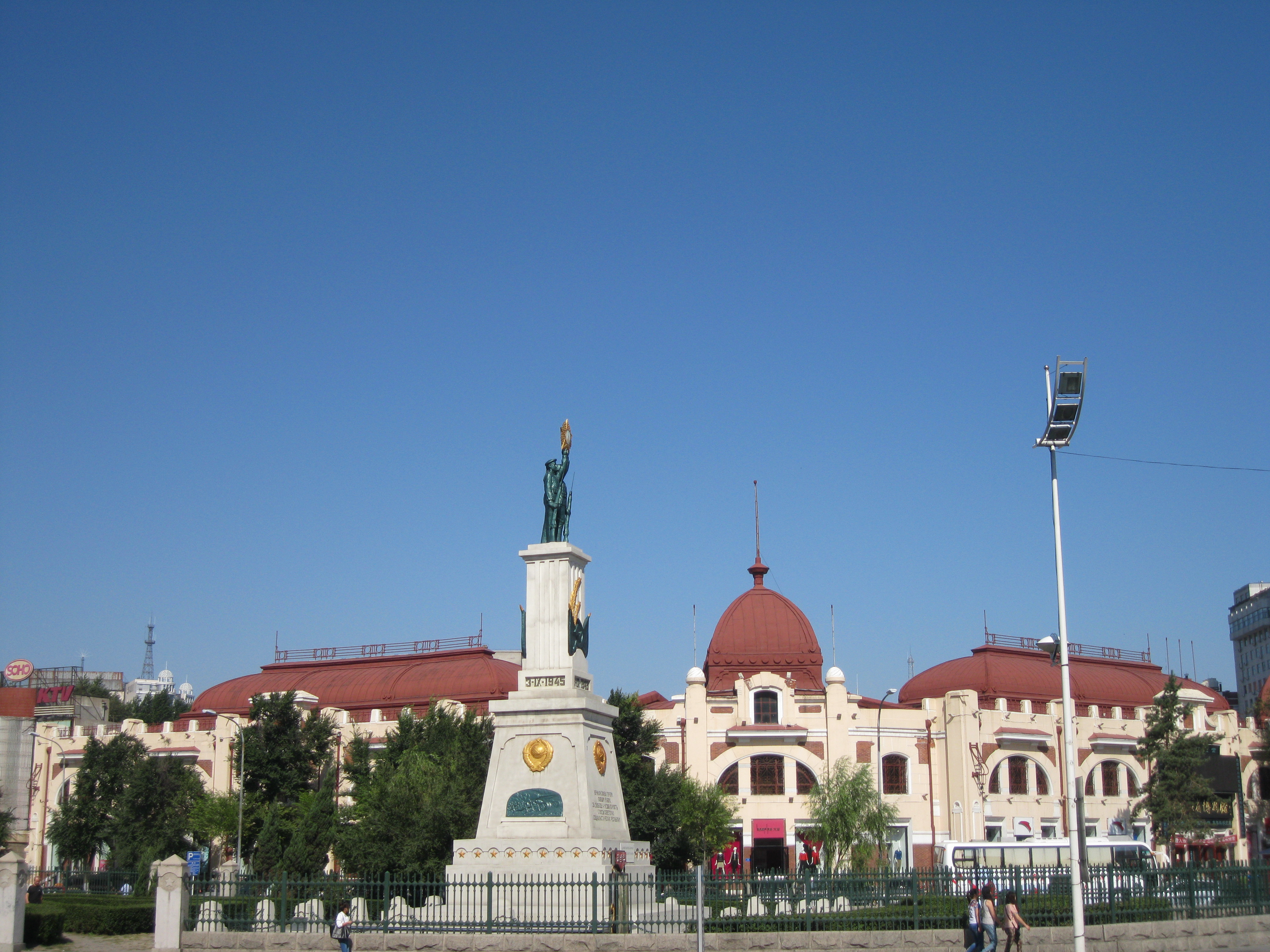
Bức tượng tưởng niệm những người lính Liên Xô ở quận Nam Cương, được xây bởi Hồng quân Liên Xô năm 1945

Quân đội Hồng quân Liên Xô đã chiếm thành phố vào ngày 20 tháng 8 năm 1945 và Cáp Nhĩ Tân không còn nằm dưới sự kiểm soát của Quốc dân đảng dù quân đội của họ đã ngăn chặn 60 km (37 dặm) trong thành phố. Vào ngày 28 tháng 4 năm 1946, Chính quyền Cộng sản Cáp Nhĩ Tân được thành lập, đưa thành phố 700.000 dân trở thành thành phố lớn đầu tiên dưới sự cai trị của lực lượng Cộng sản Trung Quốc. Trong thời gian ngắn chiếm đóng Cáp Nhĩ Tân của Quân đội Liên Xô (từ tháng 8 năm 1945 đến tháng 4 năm 1946), hàng ngàn người Nga đã được xác định là thành viên của Đảng Phát xít Nga và bỏ trốn khỏi chủ nghĩa Cộng sản sau Cách mạng tháng 10 của Nga, bị buộc trục xuất về Liên Xô. Sau năm 1952, Liên Xô đã phát động làn sóng nhập cư thứ hai về Nga. Đến năm 1964, dân số Nga ở Cáp Nhĩ Tân đã giảm xuống còn 450 người. Phần còn lại của cộng đồng châu Âu (Nga, Đức, Ba Lan, Hy Lạp, vv) di cư trong những năm 1950-1954 đến Úc, Brazil, Canada, Israel và Hoa Kỳ, được hồi hương về nước của họ. Đến năm 1988, cộng đồng gốc Nga chỉ mới có 30 người, tất cả đều là người già. Người Nga hiện đại sống ở Cáp Nhĩ Tân chủ yếu chuyển đến đó vào những năm 1990 và 2000, và không có liên hệ gì với làn sóng di cư đầu tiên.
Cáp Nhĩ Tân là một trong những thành phố xây dựng quan trọng của Trung Quốc trong giai đoạn Kế hoạch 5 năm đầu tiên từ năm 1951 đến năm 1956. 13 trong số 156 dự án xây dựng chính được Liên bang Xô viết xây dựng tại đây. Dự án này đã làm cho Cáp Nhĩ Tân trở thành một cơ sở công nghiệp quan trọng của Trung Quốc. Trong cuộc Đại nhảy vọt từ năm 1958 đến năm 1961, Cáp Nhĩ Tân trải qua một khóa học phát triển rất quanh co vì một số hợp đồng Trung-Xô đã bị Liên bang Xô viết hủy bỏ. Trong cuộc Cách mạng Văn hóa, nhiều thứ ngoại quốc và Kitô giáo bị nhổ rễ, như nhà thờ St. Nicholas bị phá hủy bởi Hồng vệ năm 1966. Khi trật tự kinh tế và xã hội bình thường bị gián đoạn nghiêm trọng, nền kinh tế của Cáp Nhĩ Tân cũng bị những trở ngại nghiêm trọng. Một trong những lý do chính của sự thất bại này là với các mối quan hệ Trung Quốc-Liên Xô đã xấu đi và cuộc chiến tranh Việt Nam leo thang, Trung Quốc trở nên lo ngại về một cuộc tấn công hạt nhân có thể xảy ra. Mao Trạch Đông ra lệnh sơ tán quân đội và các doanh nghiệp nhà nước trọng điểm khác ra khỏi biên giới phía đông bắc, với Cáp Nhĩ Tân là vùng lõi của khu vực này, tiếp giáp với Liên Xô. Trong giai đoạn phát triển mặt trận thứ ba của Trung Quốc, một số nhà máy lớn của Cáp Nhĩ Tân đã được chuyển đến các tỉnh Tây Nam bao gồm Cam Túc, Tứ Xuyên, Hồ Nam và Quý Châu, nơi họ sẽ được an toàn chiến lược trong trường hợp có thể có một cuộc chiến tranh. Một số trường đại học lớn của Trung Quốc cũng được chuyển ra khỏi Cáp Nhĩ Tân, bao gồm Học viện Kỹ thuật Quân sự Cáp Nhĩ Tân (tiền thân của Đại học Quốc gia Trường Sa) và Viện Công nghệ Cáp Nhĩ Tân (Chuyển đến Trùng Khánh năm 1969 và quay lại Cáp Nhĩ Tân năm 1973).

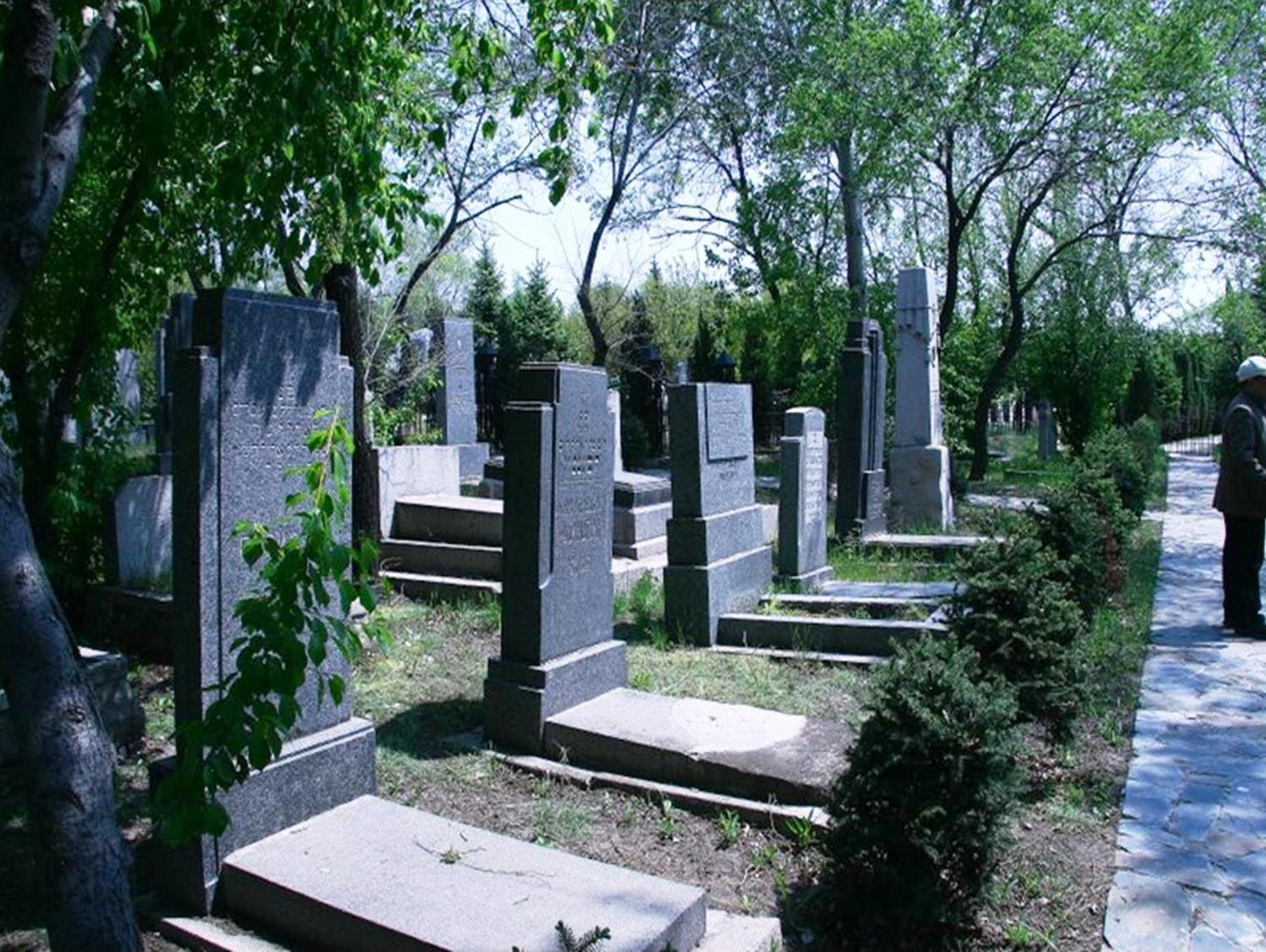
Nghĩa trang Do Thái giáo Hoàng Sơn

Kinh tế quốc dân và dịch vụ xã hội đã đạt được những thành tựu đáng kể kể từ khi cải cách kinh tế Trung Quốc lần đầu tiên được giới thiệu vào năm 1979. Cáp Nhĩ Tân tổ chức Hội chợ Thương mại và Kinh tế Quốc tế Trung Quốc Cáp Nhĩ Tân mỗi năm kể từ năm 1990. Cáp Nhĩ Tân từng là một trong những cộng đồng Do Thái lớn nhất vùng Viễn Đông trước Thế Chiến II. Nó đạt đến đỉnh điểm vào giữa những năm 1920 khi 25.000 người Do Thái châu Âu sống trong thành phố. Trong số đó có cha mẹ của Ehud Olmert, cựu Thủ tướng Israel. Năm 2004, Olmert đến Cáp Nhĩ Tân với một phái đoàn thương mại Israel đến thăm mộ của ông nội trong nghĩa trang Do thái Huang Shan, nơi có hơn 500 ngôi mộ Do Thái được xác định.
Vào ngày 5 tháng 10 năm 1984, Cáp Nhĩ Tân được Sở Tổ chức Ủy ban Trung ương CPC chỉ định là thành phố cấp tỉnh. Tám quận của Cáp Nhĩ Tân ban đầu được hình thành một phần của tỉnh Songhuajiang mà đã có tọa lạc thực tế nằm trong khu đô thị của Cáp Nhĩ Tân từ năm 1972. Quận được chính thức sáp nhập vào thành phố Cáp Nhĩ Tân ngày 11 tháng 8 năm 1996, nâng tổng dân số của thành phố lên đến 9,47 triệu người.
Cáp Nhĩ Tân đã tổ chức Đại hội Thể thao Mùa đông châu Á lần thứ ba vào năm 1996. Vào năm 2009, thành phố đã tổ chức Đại hội mùa đông XXIV.
Một đài tưởng niệm tôn vinh nhà hoạt động dân tộc và độc lập người Triều Tiên Ahn Jung-geun được công bố tại Ga Tàu Cáp Nhĩ Tân vào ngày 19 tháng 1 năm 2014. Ahn đã âm mưu ám sát cựu thủ tướng Nhật Bản Itō Hirobumi bốn lần tại số 1 của ga đường sắt này ngày 26 tháng 10 năm 1909, khi bán đảo Triều Tiên trên bờ vực sáp nhập vào đế quốc Nhật Bản sau khi ký kết Hiệp ước Eulsa. Tổng thống Hàn Quốc khi ấy là Park Geun-hye nêu ra ý tưởng dựng tượng đài cho Ahn trong lúc gặp Chủ tịch Trung Quốc Tập Cận Bình trong chuyến thăm Trung Quốc vào tháng 6 năm 2013. Sau đó Trung Quốc bắt đầu xây dựng một đài tưởng niệm tôn vinh Ahn tại ga tàu. Khi hội trường được công bố vào ngày 19 tháng 1 năm 2014, phía Nhật Bản đã sớm phản kháng với Trung Quốc về việc xây dựng đài tưởng niệm của Ahn.

## Địa lý
Cáp Nhĩ Tân, với tổng diện tích 53.068 km2 (20.490 sq mi), nằm ở phía nam tỉnh Hắc Long Giang, Đông Bắc Trung Quốc và là thủ phủ của tỉnh. Tỉnh này cũng nằm ở rìa phía đông nam của đồng Bằng Tùng Nộn, một phần chính của bình nguyên Đông Bắc. Trung tâm thành phố cũng nằm trên bờ phía nam của sông Tùng Hoa giữa. Cáp Nhĩ Tân nhận được biệt danh Ngọc trai trên cổ thiên nga, vì hình dáng của Hắc Long Giang giống như một con thiên nga. Diện tích hành chính của nó khá lớn với vĩ độ trải dài 44 ° 04′ − 46 ° 40 ′ N, và kinh độ 125 ° 42′ − 130 ° 10 'E. Các thành phố cấp tỉnh lân cận là Y Xuân ở phía bắc, Giai Mộc Tư vàThất Đài Hà ở phía đông bắc, Mẫu Đơn Giang ở phía đông nam, Đại Khánh ở phía tây và Tuy Hóa ở phía tây bắc. Trên ranh giới phía tây nam của nó là tỉnh Cát Lâm. Địa hình chính của thành phố nói chung là bằng phẳng và thấp, với độ cao trung bình khoảng 150 mét (490 ft). Tuy nhiên, lãnh thổ bao gồm 10 đơn vị cấp quận ở phần phía đông của đô thị bao gồm núi và vùng cao. Phần cực đông của quận Cáp Nhĩ Tân cũng có vùng đất ngập nước rộng lớn, chủ yếu ở huyện Y Lan nằm ở rìa phía tây nam của đồng bằng Tam Giang.

### Khí hậu
Theo phân loại khí hậu Köppen, Cáp Nhĩ Tân có khí hậu lục địa ẩm ướt và cỏ ảnh hưởng bởi gió mùa (Dwa). Do áp cao Siberia và vị trí của nó trên vĩ độ 45 độ bắc, thành phố được biết đến với thời tiết lạnh nhất và mùa đông dài nhất trong số các thành phố lớn của Trung Quốc. Biệt danh của nó là Thành phố băng, vì mùa đông ở đây khô và lạnh giá, trung bình 24 giờ vào tháng 1 chỉ đạt −18.4 °C (-1.1 °F), mặc dù thành phố có ít mưa trong mùa đông và thường nắng. Mùa xuân và mùa thu tạo thành các giai đoạn chuyển tiếp ngắn với các hướng gió biến đổi. Mùa hè có thể nóng, với nhiệt độ trung bình tháng 7 là 23,0 °C (73,4 °F). Mùa hè cũng là khi hầu hết lượng mưa trong năm xảy ra, và hơn một nửa lượng mưa hàng năm, ở mức 524 mm (20,6 in), chỉ xảy ra trong tháng 7 và tháng 8. Với lượng ánh nắng mặt trời hàng tháng có thể từ 52% trong tháng 12 đến 63% vào tháng 3, thành phố này nhận được 2.571 giờ ánh sáng mặt trời hàng năm; lượng mưa trung bình rơi 104 ngày trong năm. Nhiệt độ trung bình hàng năm là 4,25 °C (39,6 °F) và nhiệt độ cực hạn dao động từ -42,6 °C (−45 °F) đến 39,2 °C (103 °F).
| Dữ liệu khí hậu của Harbin (normals 1971–2000, extremes 1961–2000) | Dữ liệu khí hậu của Harbin (normals 1971–2000, extremes 1961–2000) | Dữ liệu khí hậu của Harbin (normals 1971–2000, extremes 1961–2000) | Dữ liệu khí hậu của Harbin (normals 1971–2000, extremes 1961–2000) | Dữ liệu khí hậu của Harbin (normals 1971–2000, extremes 1961–2000) | Dữ liệu khí hậu của Harbin (normals 1971–2000, extremes 1961–2000) | Dữ liệu khí hậu của Harbin (normals 1971–2000, extremes 1961–2000) | Dữ liệu khí hậu của Harbin (normals 1971–2000, extremes 1961–2000) | Dữ liệu khí hậu của Harbin (normals 1971–2000, extremes 1961–2000) | Dữ liệu khí hậu của Harbin (normals 1971–2000, extremes 1961–2000) | Dữ liệu khí hậu của Harbin (normals 1971–2000, extremes 1961–2000) | Dữ liệu khí hậu của Harbin (normals 1971–2000, extremes 1961–2000) | Dữ liệu khí hậu của Harbin (normals 1971–2000, extremes 1961–2000) | Dữ liệu khí hậu của Harbin (normals 1971–2000, extremes 1961–2000) |
| Tháng                                                              | 1                                                                  | 2                                                                  | 3                                                                  | 4                                                                  | 5                                                                  | 6                                                                  | 7                                                                  | 8                                                                  | 9                                                                  | 10                                                                 | 11                                                                 | 12                                                                 | Năm                                                                |
| ------------------------------------------------------------------ | ------------------------------------------------------------------ | ------------------------------------------------------------------ | ------------------------------------------------------------------ | ------------------------------------------------------------------ | ------------------------------------------------------------------ | ------------------------------------------------------------------ | ------------------------------------------------------------------ | ------------------------------------------------------------------ | ------------------------------------------------------------------ | ------------------------------------------------------------------ | ------------------------------------------------------------------ | ------------------------------------------------------------------ | ------------------------------------------------------------------ |
| Cao kỉ lục °C (°F)                                                 | 4.2 (39.6)                                                         | 9.9 (49.8)                                                         | 20.7 (69.3)                                                        | 29.4 (84.9)                                                        | 34.6 (94.3)                                                        | 36.7 (98.1)                                                        | 38.2 (100.8)                                                       | 35.6 (96.1)                                                        | 31.0 (87.8)                                                        | 26.5 (79.7)                                                        | 17.2 (63.0)                                                        | 8.5 (47.3)                                                         | 39.2 (102.6)                                                       |
| Trung bình ngày tối đa °C (°F)                                     | −12.5 (9.5)                                                        | −7.2 (19.0)                                                        | 2.3 (36.1)                                                         | 13.7 (56.7)                                                        | 21.3 (70.3)                                                        | 26.1 (79.0)                                                        | 27.9 (82.2)                                                        | 26.3 (79.3)                                                        | 20.7 (69.3)                                                        | 11.7 (53.1)                                                        | −0.1 (31.8)                                                        | −9.4 (15.1)                                                        | 10.1 (50.1)                                                        |
| Trung bình ngày °C (°F)                                            | −18.3 (−0.9)                                                       | −13.6 (7.5)                                                        | −3.4 (25.9)                                                        | 7.1 (44.8)                                                         | 14.7 (58.5)                                                        | 20.4 (68.7)                                                        | 23.0 (73.4)                                                        | 21.1 (70.0)                                                        | 14.5 (58.1)                                                        | 5.6 (42.1)                                                         | −5.3 (22.5)                                                        | −14.8 (5.4)                                                        | 4.3 (39.7)                                                         |
| Tối thiểu trung bình ngày °C (°F)                                  | −24.1 (−11.4)                                                      | −19.8 (−3.6)                                                       | −9.7 (14.5)                                                        | 0.4 (32.7)                                                         | 7.9 (46.2)                                                         | 14.5 (58.1)                                                        | 18.3 (64.9)                                                        | 16.2 (61.2)                                                        | 8.7 (47.7)                                                         | 0.1 (32.2)                                                         | −10.1 (13.8)                                                       | −24 (−11)                                                          | −1.8 (28.8)                                                        |
| Thấp kỉ lục °C (°F)                                                | −38.1 (−36.6)                                                      | −33.7 (−28.7)                                                      | −28.4 (−19.1)                                                      | −12.8 (9.0)                                                        | −3.8 (25.2)                                                        | 4.6 (40.3)                                                         | 9.5 (49.1)                                                         | 6.6 (43.9)                                                         | −4.8 (23.4)                                                        | −16.2 (2.8)                                                        | −26.5 (−15.7)                                                      | −35.7 (−32.3)                                                      | −42.6 (−44.7)                                                      |
| Lượng Giáng thủy trung bình mm (inches)                            | 3.4 (0.13)                                                         | 5.3 (0.21)                                                         | 9.7 (0.38)                                                         | 18.4 (0.72)                                                        | 40.4 (1.59)                                                        | 84.4 (3.32)                                                        | 142.7 (5.62)                                                       | 121.2 (4.77)                                                       | 57.6 (2.27)                                                        | 25.9 (1.02)                                                        | 9.6 (0.38)                                                         | 5.8 (0.23)                                                         | 524.4 (20.64)                                                      |
| Số ngày giáng thủy trung bình (≥ 0.1 mm)                           | 5.8                                                                | 5.7                                                                | 5.7                                                                | 6.7                                                                | 10.3                                                               | 13.5                                                               | 14.2                                                               | 12.3                                                               | 9.9                                                                | 7.1                                                                | 6.0                                                                | 7.2                                                                | 104.4                                                              |
| Độ ẩm tương đối trung bình (%)                                     | 73                                                                 | 69                                                                 | 56                                                                 | 49                                                                 | 51                                                                 | 65                                                                 | 77                                                                 | 78                                                                 | 70                                                                 | 63                                                                 | 65                                                                 | 71                                                                 | 66                                                                 |
| Số giờ nắng trung bình tháng                                       | 155.9                                                              | 179.9                                                              | 230.9                                                              | 231.4                                                              | 264.1                                                              | 260.2                                                              | 254.2                                                              | 247.2                                                              | 230.5                                                              | 206.8                                                              | 170.2                                                              | 139.9                                                              | 2.571,2                                                            |
| Phần trăm nắng có thể                                              | 56                                                                 | 62                                                                 | 63                                                                 | 57                                                                 | 58                                                                 | 56                                                                 | 54                                                                 | 57                                                                 | 61                                                                 | 61                                                                 | 60                                                                 | 52                                                                 | 58                                                                 |
| Nguồn 1: China Meteorological Administration                       |                                                                    |                                                                    |                                                                    |                                                                    |                                                                    |                                                                    |                                                                    |                                                                    |                                                                    |                                                                    |                                                                    |                                                                    |                                                                    |
| Nguồn 2: Weather China                                             |                                                                    |                                                                    |                                                                    |                                                                    |                                                                    |                                                                    |                                                                    |                                                                    |                                                                    |                                                                    |                                                                    |                                                                    |                                                                    |

## Các đơn vị hành chính
9 quận (thị hạt khu):
- Đạo Lý (道里区)
- Nam Cương (南岗区)
- Bình Phòng (平房区)
- Hương Phường (香坊区)
- Đạo Ngoại (道外区)
- Tùng Bắc (松北区)
- Hô Lan (呼兰区)
- A Thành (阿城区)
- Song Thành (双城区)

2 thành phố cấp huyện (huyện cấp thị):

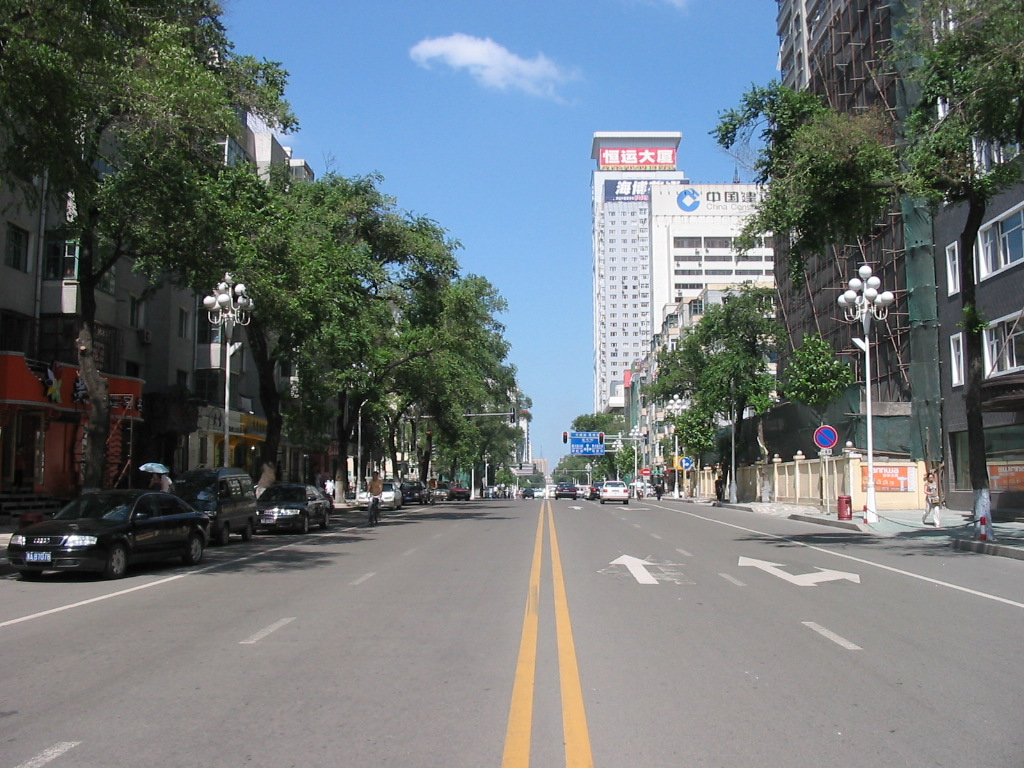
Đường Hoa Viên thuộc quận Nam Cương

- Thượng Chí (尚志市)
- Ngũ Thường (五常市)

7 huyện:
- Phương Chính (方正县)
- Tân Huyện (宾县)
- Y Lan (依兰县)
- Ba Ngạn (巴彦县)
- Thông Hà (通河县)
- Mộc Lan (木兰县)
- Duyên Thọ (延寿县)

## Kinh tế

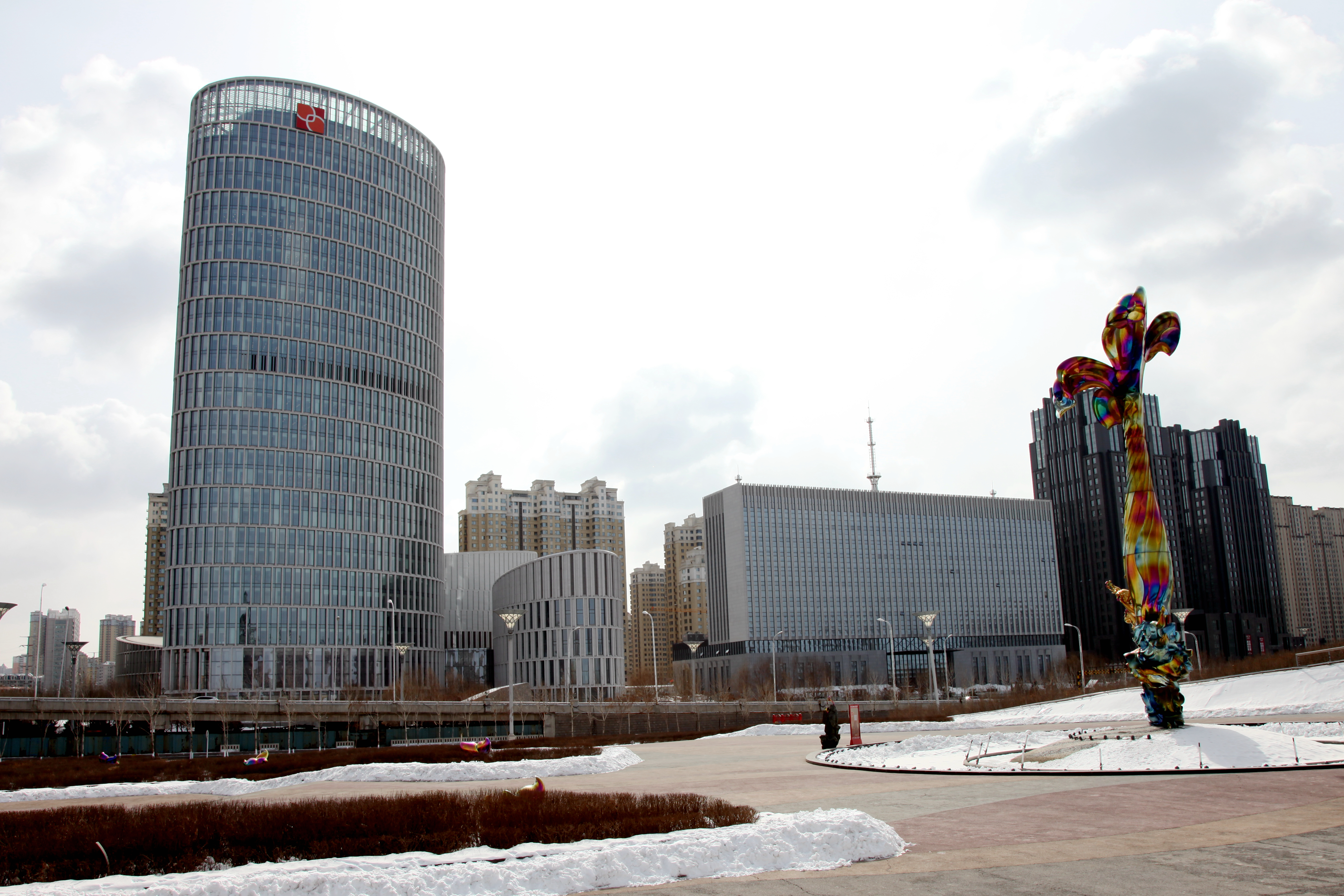
Trụ sở ngân hàng Cáp Nhĩ Tân

Cáp Nhĩ Tân là trung tâm kinh tế lớn nhất ở tỉnh Hắc Long Giang. Năm 2013, GDP của Cáp Nhĩ Tân đạt tổng cộng 501,08 tỷ USD, tăng 8,9% so với năm trước. Tỷ trọng của ba ngành công nghiệp với tổng GDP là 11,1: 36,1: 52,8 năm 2012. Tổng giá trị xuất nhập khẩu vào cuối năm 2012 là 5.330 triệu USD. Năm 2012, dân số có việc làm đạt 3.147 triệu người. Năm 2015, Cáp Nhĩ Tân có GDP là 575,12 tỷ NDT.
Đất chernozem ở Cáp Nhĩ Tân, được gọi là "đất đen" là một trong những chất dinh dưỡng giàu nhất ở Trung Quốc, làm cho nó có giá trị cho việc trồng cây lương thực và các loại cây trồng liên quan đến dệt may. Kết quả là, Cáp Nhĩ Tân là cơ sở của Trung Quốc để sản xuất ngũ cốc hàng hóa và là một địa điểm lý tưởng để thiết lập các doanh nghiệp nông nghiệp.
Cáp Nhĩ Tân cũng có các ngành công nghiệp như công nghiệp nhẹ, dệt may, y học, thực phẩm, máy bay, ô tô, luyện kim, điện tử, vật liệu xây dựng và hóa chất giúp hình thành một hệ thống công nghiệp khá toàn diện. Một số tập đoàn lớn có trụ sở tại thành phố. Công ty TNHH Cáp Nhĩ Tân, Tập đoàn Công nghiệp Máy bay Cáp Nhĩ Tân và Nhà máy Chế biến Hợp kim Ánh sáng Đông Bắc là một số doanh nghiệp trọng điểm. Sản xuất điện là ngành công nghiệp chính ở Cáp Nhĩ Tân; thủy điện và thiết bị nhiệt điện được sản xuất ở đây chiếm 1/3 tổng công suất lắp đặt ở Trung Quốc. Theo Platts, năm 2009-10, điện lực Cáp Nhĩ Tân là nhà sản xuất tua bin hơi lớn thứ hai trên thị trường thế giới, kết hợp điện lực Đông Phương và hơi phía sau điện lực Thượng Hải. Tập đoàn Dược phẩm Cáp Nhĩ Tân, tập trung chủ yếu vào nghiên cứu, phát triển, sản xuất và bán các sản phẩm y tế, là công ty dược phẩm lớn thứ hai của Trung Quốc theo giá trị thị trường.

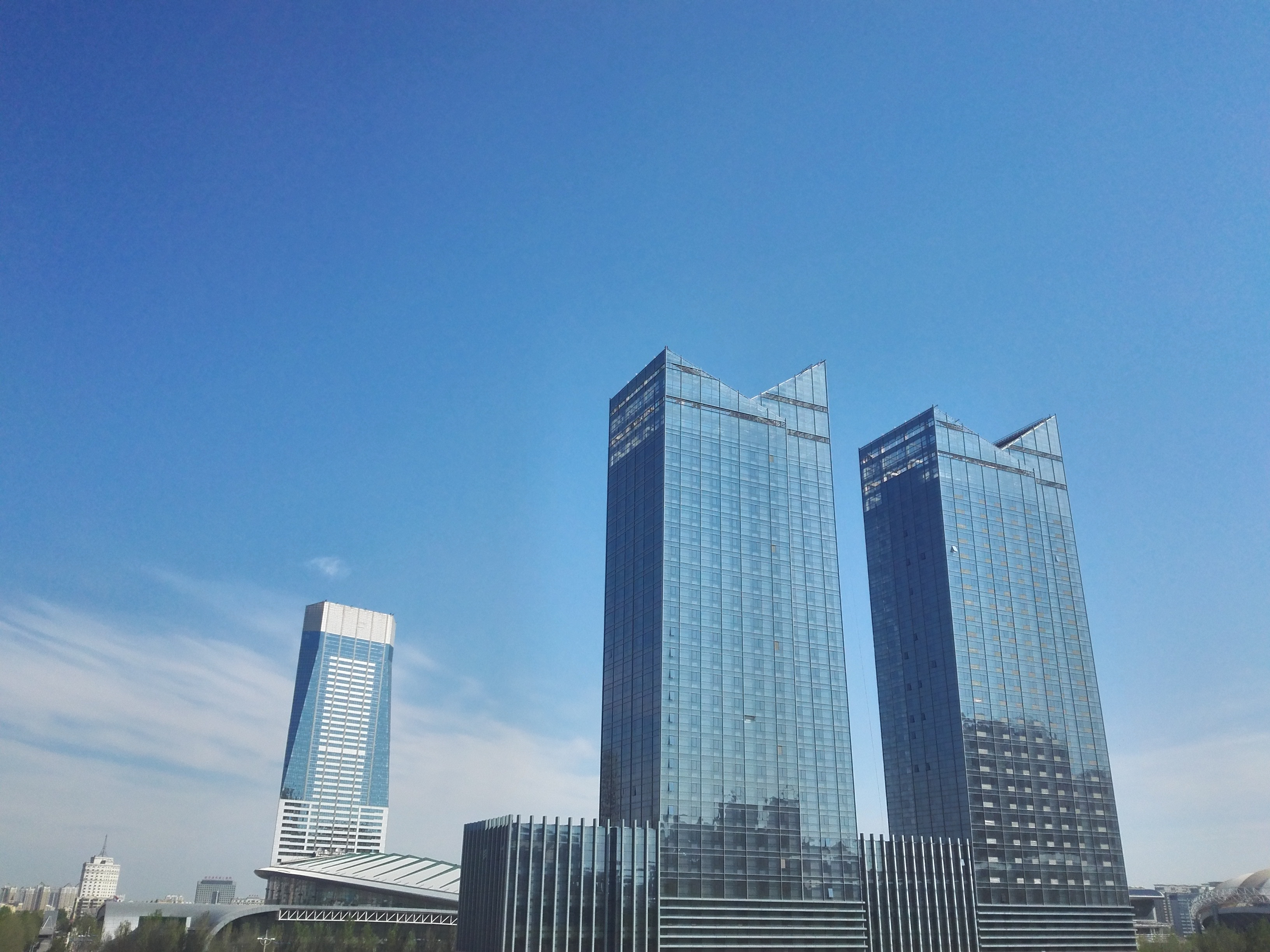
Một cao ốc văn phòng ở Harbin ICE Center

Các nhà đầu tư nước ngoài có vẻ lạc quan về thành phố. Hội chợ Thương mại và Kinh tế Quốc tế Cáp Nhĩ Tân đã được tổ chức hàng năm từ năm 1990. Hội chợ đầu tư và thương mại này đã thu hút hơn 1,9 triệu nhà triển lãm và du khách đến từ hơn 80 quốc gia và khu vực tham dự, kết quả là hơn 100 tỷ USD khối lượng hợp đồng được ký kết theo số liệu thống kê năm 2013. Cáp Nhĩ Tân là một trong những điểm đến chính của FDI ở Đông Bắc Trung Quốc, với tổng vốn đầu tư FDI đạt 980 triệu USD vào năm 2013. Sau cuộc họp thường kỳ lần thứ 18 giữa các Thủ tướng Trung-Nga giữa Lý Khắc Cường và Dmitry Anatolyevich Medvedev vào tháng 10 năm 2013, hai bên đi đến thỏa thuận rằng Hội chợ Thương mại Quốc tế Cáp Nhĩ Tân sẽ được đổi tên thành "Trung Quốc-Nga EXPO" và được đồng tài trợ bởi Bộ Thương mại Trung Quốc, Chính quyền tỉnh Hắc Long Giang, Bộ Phát triển Kinh tế Nga và Bộ Thương mại và Công nghiệp Nga
Trong lĩnh vực tài chính, Ngân hàng Long Giang và Ngân hàng Cáp Nhĩ Tân là một số ngân hàng lớn nhất ở Đông Bắc Trung Quốc, có trụ sở tại Cáp Nhĩ Tân. Đứng thứ 4 về khả năng cạnh tranh giữa các ngân hàng thương mại thành phố toàn Trung Quốc năm 2011.
Trong thương mại, có Qiulin Group, công ty sở hữu cửa hàng bách hóa lớn nhất Cáp Nhĩ Tân.

## Nhân khẩu

### Dân số
Cuộc điều tra dân số năm 2010 cho thấy tổng dân số ở Cáp Nhĩ Tân là 10.635.971, tăng 12,99% so với thập kỷ trước. Khu vực xây dựng, bao gồm tất cả các quận nội thành nhưng Acheng và Shuangcheng chưa được đô thị hóa, có dân số 5.282.083 người. Khu vực đô thị bao trùm được OECD (Tổ chức Hợp tác và Phát triển Kinh tế) ước tính, đến năm 2010, dân số là 10,5 triệu người.
Hồ sơ nhân khẩu học cho khu vực đô thị Cáp Nhĩ Tân nói chung là tương đối già: 10,95 phần trăm là dưới 14 tuổi, trong khi 8,04 phần trăm là hơn 65 tuổi, so với mức trung bình quốc gia là 16,6% và 8,87 phần trăm, tương ứng. Cáp Nhĩ Tân có tỷ lệ nam giới cao hơn (50,85%) so với nữ (49,15%). Cáp Nhĩ Tân hiện có tỷ lệ sinh thấp hơn so với các vùng khác của Trung Quốc, với 6,95 ca sinh trên 1000 dân, so với trung bình 12,13 lần sinh của Trung Quốc.

### Sắc tộc
Hầu hết cư dân Cáp Nhĩ Tân thuộc về đa số là người Hán (93,45%). Dân tộc thiểu số bao gồm người Mãn Châu, người Hồi, và người Mông Cổ. Năm 2000, 616.749 cư dân thuộc các dân tộc thiểu số, trong đó đại đa số (433.340) là Mãn Châu, đóng góp 70,26 phần trăm cho dân tộc thiểu số. Nhóm thiểu số lớn thứ hai và thứ ba là người Triều Tiên (119,883) và dân tộc Hồi (39,995).
| Các dân tộc ở Cáp Nhĩ Tân, thống kê 2000 | Các dân tộc ở Cáp Nhĩ Tân, thống kê 2000 | Các dân tộc ở Cáp Nhĩ Tân, thống kê 2000 |
| Dân tộc                                  | Dân số                                   | Phần trăm                                |
| ---------------------------------------- | ---------------------------------------- | ---------------------------------------- |
| Người Hán                                | 8,796,610                                | 93.45%                                   |
| Người Mãn Châu                           | 433,340                                  | 4.6%                                     |
| Người Triều Tiên (Trung Quốc)            | 119,883                                  | 1.27%                                    |
| Người Hồi                                | 39,995                                   | 0.43%                                    |
| Người Mông Cổ (Trung Quốc)               | 13,163                                   | 0.14%                                    |
| Người Tích Bá                            | 4,741                                    | 0.05%                                    |
| Người Daur                               | 938                                      | 0.01%                                    |
| Khác                                     | 4,689                                    | 0.05%                                    |

### Tôn giáo
Người Công giáo thiểu số được phục vụ bởi chính quyền Tông đồ Latin của chính quyền Cáp Nhĩ Tân, một thẩm quyền giáo phận trước giáo phận. Nó cũng có nhà thờ cũ của Công giáo Đông phương của Tổng thống Tông đồ Công giáo Nga của Cáp Nhĩ Tân (trước giáo phận, Byzantine Rite bằng tiếng Nga). Giáo hội biểu tượng Iver bị tàn phá nặng nề của Mẹ Thiên Chúa trước đây đã được các binh sĩ Nga của Vùng quân sự Outer Amur sử dụng, sau đó được đồn trú tại Cáp Nhĩ Tân. Cáp Nhĩ Tân có một cộng đồng Do Thái nhỏ tập trung vào Phố Chính Zhongyang, nơi có nhiều người tị nạn Do Thái Châu Âu.
Cáp Nhĩ Tân nổi tiếng với cách phát âm tiếng phổ thông của nó (như một câu nói phổ biến, 'Nếu bạn muốn học tiếng Trung, hãy đến Trung Quốc. Nếu bạn muốn học tiếng Quan Thoại, hãy đến Bắc Kinh. Nếu bạn muốn học tiếng Quan thoại chuẩn, hãy đến Cáp Nhĩ Tân. '). Văn hóa địa phương ở Cáp Nhĩ Tân dựa trên văn hóa Hán, kết hợp với văn hóa Mãn Châu và văn hóa Nga. Sự kết hợp của các nền văn hóa này ảnh hưởng đến phong cách kiến trúc địa phương, thực phẩm, âm nhạc và phong tục. Thành phố Cáp Nhĩ Tân được bổ nhiệm làm thành phố âm nhạc của UNESCO vào ngày 22 tháng 6 năm 2010 như một phần của Mạng lưới thành phố sáng tạo.

## Giáo dục

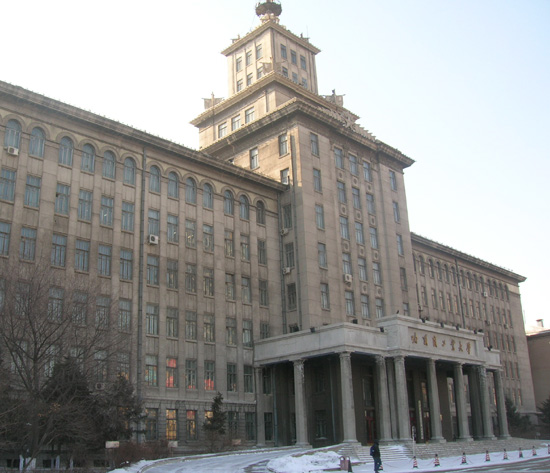
Đại học Công nghiệp Cáp Nhĩ Tân

Vì Cáp Nhĩ Tân đóng vai trò là cơ sở công nghiệp quân sự quan trọng sau nền tảng của PRC, nó là nơi có nhiều trường đại học chủ yếu tập trung vào dịch vụ khoa học và công nghệ của ngành quân sự và hàng không quốc gia. Các chuyên gia Liên Xô đóng một vai trò quan trọng trong nhiều dự án giáo dục trong giai đoạn này. Tuy nhiên, do sự đe dọa của chiến tranh có thể xảy ra với Liên Xô, một số trường đại học đã được chuyển về phía nam đến Trường Sa, Trùng Khánh và một số thành phố phía nam khác ở Trung Quốc trong những năm 1960. Một số trường đại học này đã trở về địa phương vào những năm 1970.
Trong số các trường đại học nổi tiếng nhất là Đại học Công nghiệp Cáp Nhĩ Tân (HIT), một trong những trường đại học nổi tiếng của Trung Quốc. Được thành lập vào năm 1920 với sự hỗ trợ mạnh mẽ từ cộng đồng người Nga kết nối với Đường sắt Đông Trung Quốc, trường đại học đã phát triển thành một trung tâm nghiên cứu quan trọng, chủ yếu tập trung vào kỹ thuật (ví dụ: khoa học không gian và công nghệ liên quan đến quốc phòng, công nghệ hàn và kỹ thuật), với các khoa hỗ trợ trong khoa học, quản lý, nhân văn và khoa học xã hội. Giảng viên và sinh viên của trường đã đóng góp và phát minh ra máy tính analog đầu tiên của Trung Quốc, máy tính cờ thông minh đầu tiên và robot hàn hồ quang đầu tiên. Trong năm 2010, kinh phí nghiên cứu từ chính phủ, ngành công nghiệp và các lĩnh vực kinh doanh vượt 1,13 tỷ NDT, cao thứ hai của bất kỳ trường đại học nào ở Trung Quốc. HIT đã được xếp hạng thứ 7 trong các trường đại học toàn cầu về kỹ thuật tốt nhất theo US News vào năm 2016.
- Đại học Kỹ thuật đóng tàu Cáp Nhĩ Tân (former Harbin Shipbuilding Engineering Institute) hay Cáp Nhĩ Tân đóng tàu Đại học (哈尔滨工程大学), gọi tắt là Cáp Công Đại (哈工大, Hāgōngdà)
- Học viện Dầu khí Cáp nhĩ tân (Harbin Institute of Petroleum)- HIP
- Đại học Hắc Long Giang
- Học viện công nghệ Cáp Nhĩ Tân hay Cáp Nhĩ Tân công nghiệp Đại học (哈尔滨工业大学)
- Đại học Khoa học Công nghệ Cáp Nhĩ Tân
- Viện Bách khoa Cáp Nhĩ Tân
- Đại học Phát thanh Truyền hình Cáp Nhĩ Tân
- Cao đẳng dạy nghề và Nông nghiệp Hắc Long Giang

## Văn hóa

### Ẩm thực
Cáp Nhĩ Tân nổi tiếng với truyền thống ẩm thực của nó. Các món ăn của Cáp Nhĩ Tân bao gồm các món ăn châu Âu và các món ăn miền Bắc Trung Quốc chủ yếu được đặc trưng bởi nhiều nước xốt và chiên rán. 

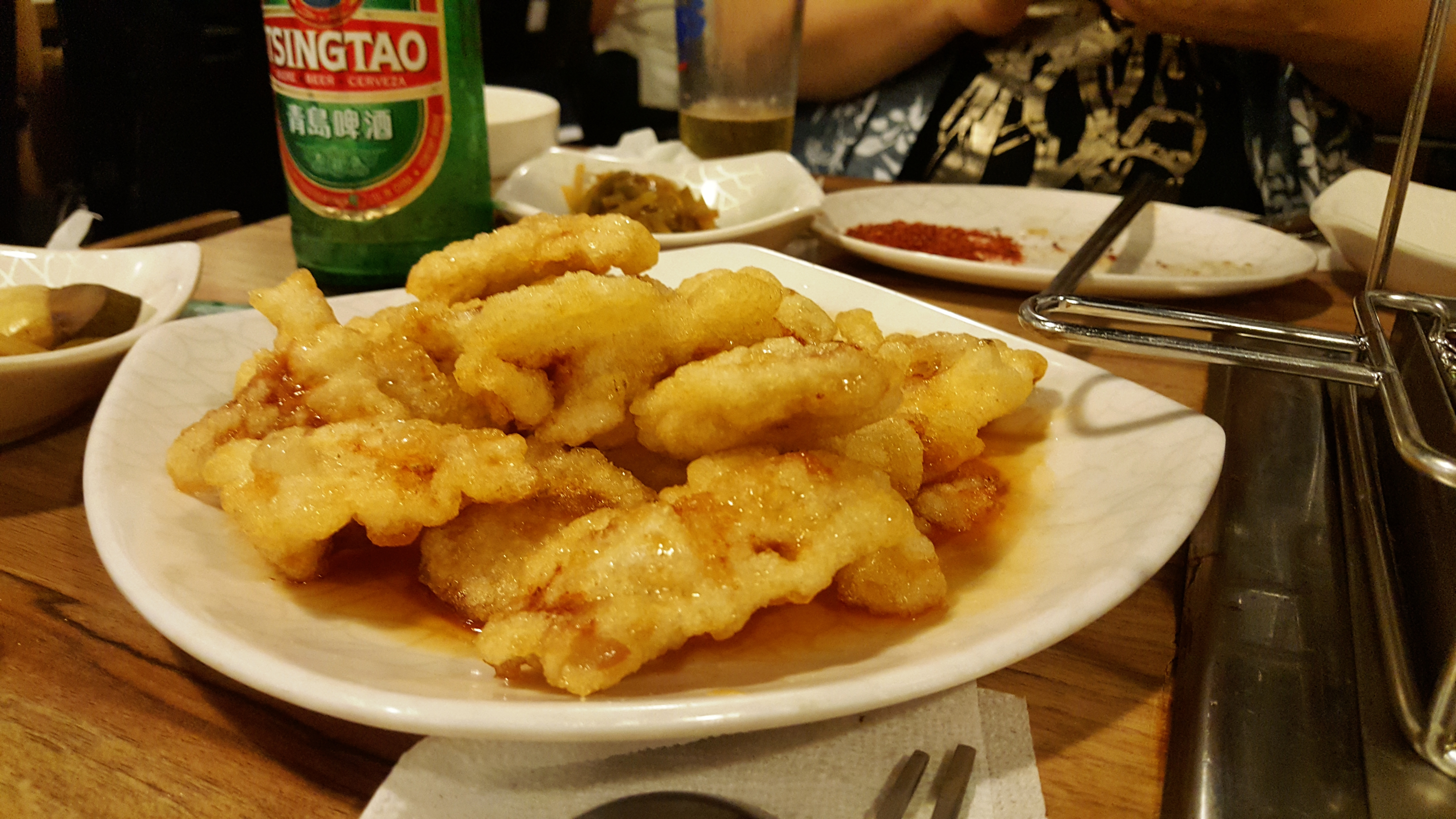
Một món Guo Bao Rou truyền thống

Một trong những món ăn nổi tiếng nhất trong ẩm thực Đông Bắc Trung Quốc là Guo Bao Rou, một dạng thịt lợn chua ngọt. Nó là một món ăn cổ điển từ Cáp Nhĩ Tân có nguồn gốc từ đầu thế kỷ 20 ở Daotai Fu (bính âm: Dàotái Fǔ). Nó bao gồm một miếng thịt lợn cắn cỡ nhỏ trong bột khoai tây, chiên giòn cho đến khi giòn. Sau đó, chúng được phủ một lớp nước xốt ngọt và chua, được làm từ nước xốt mới pha, giấm gạo, đường, có hương vị gừng, rau mùi, cà rốt thái lát và tỏi. Cáp Nhĩ Tân Guobaorou khác với các khu vực khác của Trung Quốc, chẳng hạn như Liêu Ninh, nơi nước xốt có thể được làm bằng nước xốt cà chua hoặc nước cam. Thay vào đó, phong cách Cáp Nhĩ Tân bị chi phối bởi mật ong và hương vị gừng và có màu vàng rõ ràng hoặc mật ong. Ban đầu hương vị là tươi và mặn. Để đánh bại khách nước ngoài, Zheng Xingwen, đầu bếp của Daotai Fu, đã thay đổi món ăn thành một hương vị chua ngọt. Thông thường, mọi người thích đi đến một số nhà hàng cỡ nhỏ hoặc trung bình để thưởng thức món ăn này, bởi vì rất khó để xử lý quá trình chiên ở nhà.
Demoli Stewed Live Fish là một trong những món ăn đáng chú ý khác ở Cáp Nhĩ Tân, có nguồn gốc từ một ngôi làng tên Demoli trên đường cao tốc từ Cáp Nhĩ Tân đến Jiamusi. Ngôi làng bây giờ là khu vực dịch vụ Demoli trên đường cao tốc Harbin-Tongjiang. Gà hầm với nấm, thịt heo khoanh với thịt băm và thịt heo luộc nhanh với dưa cải bắp Trung Quốc cũng là những món ăn địa phương đặc trưng.
Vì Nga có ảnh hưởng mạnh mẽ đến lịch sử của Cáp Nhĩ Tân, ẩm thực địa phương của Cáp Nhĩ Tân cũng có hương vị và hương vị kiểu Nga. Có một số nhà hàng theo phong cách Nga đích thực ở Cáp Nhĩ Tân, đặc biệt là bên cạnh Đường Zhongyang.

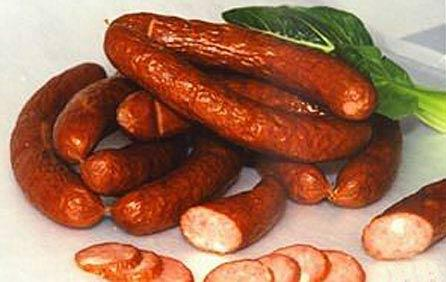
Một món lạp xưởng hun khói, đặc sản của thành phố

Một món đặc sản nổi tiếng của vùng là lạp xưởng đỏ hun khói mặn kiểu Cáp Nhĩ Tân. Sản phẩm này tương tự như xúc xích của Lithuania và Đức rất nhẹ, và chúng có xu hướng có nhiều hương vị châu Âu hơn so với các lạp xưởng khác của Trung Quốc. Năm 1900, thương nhân Nga Ivan Yakovlevich Churin thành lập chi nhánh ở Cáp Nhĩ Tân, được đặt tên là Công ty thương mại nước ngoài Churin (pinyin: Qiulin Yanghang; Nga: Цюлинь Янхан) bán quần áo nhập khẩu, giầy da, thực phẩm đóng hộp, vodka, vv và bắt đầu mở rộng mạng lưới bán hàng tại các thành phố khác ở Mãn Châu. Dòng chảy của châu Âu thông qua đường sắt xuyên Siberia và đường sắt Trung Đông, tăng nhu cầu thực phẩm hương vị châu Âu. Năm 1909, Nhà máy xúc xích Churin được thành lập, và lần đầu tiên sản xuất xúc xích hương vị châu Âu với quy trình sản xuất của nhân viên Lithuania. Kể từ đó xúc xích phong cách châu Âu trở thành một đặc sản của thành phố.
Một bánh mì tròn lớn kiểu Nga 大 列 巴 dà liě ba, có nguồn gốc từ tiếng Nga khleb cho "bánh mì" cũng được sản xuất tại các tiệm bánh của Cáp Nhĩ Tân. Dalieba là miche như bánh mì chua. Lần đầu tiên được giới thiệu đến người dân địa phương bởi một thợ làm bánh của Nga, nó đã được bán trong các tiệm bánh ở Cáp Nhĩ Tân trong hơn một trăm năm. Hương vị chua dai và dai dẳng của Dalieba khác với các loại bánh mì kiểu Á và mềm truyền thống khác ở các vùng khác của Trung Quốc.
Kvas, một loại đồ uống lên men có nguồn gốc từ Nga được làm từ bánh mì lúa mạch đen hoặc thường, cũng rất phổ biến ở Cáp Nhĩ Tân. Kem Madier ("马 迭 尔", xuất phát từ kem "hiện đại") được cung cấp trên đường Zhongyang cũng nổi tiếng ở miền bắc Trung Quốc. Kem này được làm từ một công thức truyền thống cụ thể và nó có vị hơi mặn nhưng ngọt ngào và nhiều sữa. Bên cạnh trụ sở chính tại Cáp Nhĩ Tân, nó cũng có các chi nhánh ở các thành phố lớn khác của Trung Quốc bao gồm Bắc Kinh, Thượng Hải, vv

### Văn hóa mùa đông

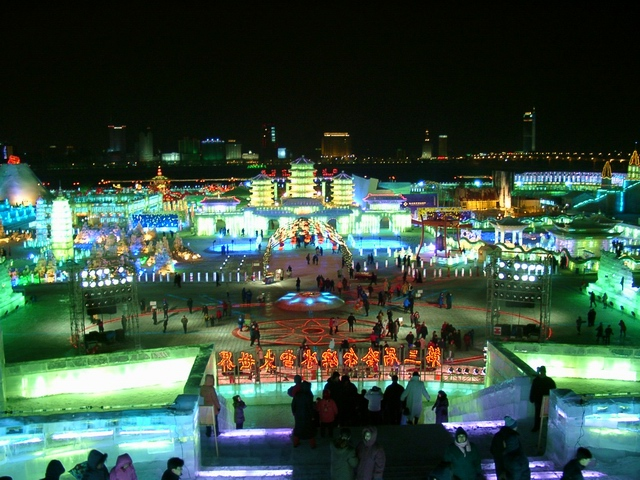
Băng đăng ở Cáp Nhĩ Tân

Nằm ở phía bắc Đông Bắc Trung Quốc, Cáp Nhĩ Tân chính là cực bắc trong số các thành phố lớn ở Trung Quốc. Dưới ảnh hưởng trực tiếp của áp cao Siberia, nhiệt độ trung bình hàng ngày là −19,7 °C (− 3,5 °F) vào mùa đông. Nhiệt độ thấp hàng năm dưới −35,0 °C (−31,0 °F) không phải là hiếm. Biệt danh là "Thành phố băng" do mùa đông lạnh giá của nó, Cáp Nhĩ Tân được trang trí bởi nhiều phong cách khác nhau của điêu khắc băng và tuyết từ tháng 12 đến tháng 3 hàng năm.

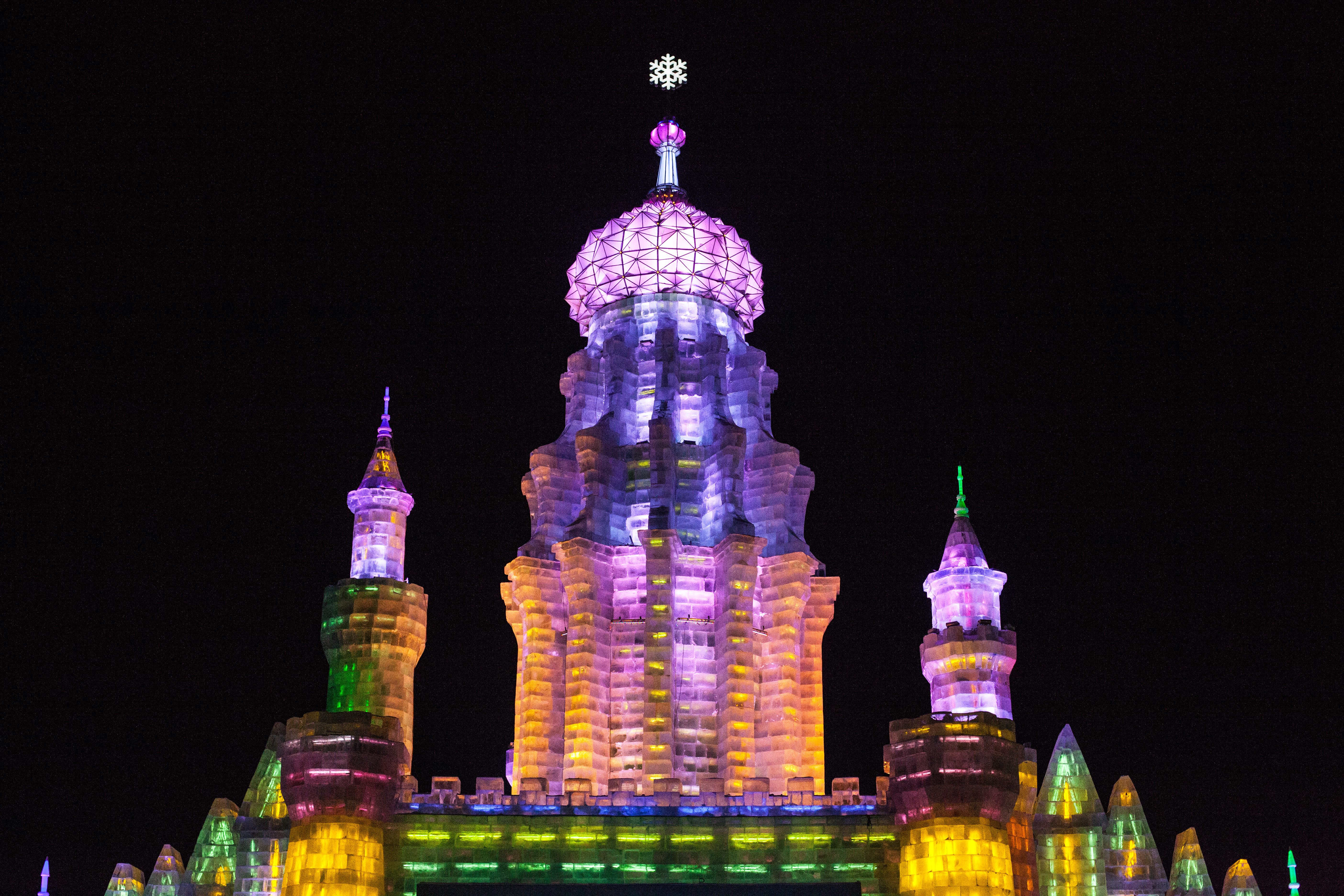
Một tòa tháp trong lễ hội băng đăng Cáp Nhĩ Tân, 2013

Lễ hội Băng đăng Quốc tế Cáp Nhĩ Tân hàng năm đã được tổ chức từ năm 1985. Mặc dù ngày bắt đầu chính thức là ngày 5 tháng 1 hàng năm, trên thực tế, nhiều tác phẩm điêu khắc có thể được nhìn thấy trước đây. Trong khi có những tác phẩm điêu khắc đá trên khắp thành phố, có hai khu vực triển lãm chính: tác phẩm điêu khắc tuyết khổng lồ tại Công viên đảo Thái Dương (Taiyang Dao - Thắng cảnh loại AAAAA ở phía đối diện Sông Tùng Hoa) và "Băng và" riêng biệt Snow World "hoạt động mỗi đêm với đèn bật sáng, chiếu sáng các tác phẩm điêu khắc từ cả trong lẫn ngoài. Ice and Snow World có các tòa nhà có kích thước đầy đủ chiếu sáng được làm từ những khối đá trong suốt dày 2-3 cm được lấy trực tiếp từ Sông Tùng Hoa đi qua thành phố. Các tác phẩm điêu khắc bên trong khu triển lãm mất 15.000 công nhân để làm việc trong 16 ngày. Vào đầu tháng 12, các nghệ nhân làm đá đã cắt 120.000 mét khối (4,2 triệu feet khối) khối băng từ bề mặt đông lạnh của sông Tùng Hoa làm nguyên liệu cho chương trình điêu khắc trên băng. [110] Các tòa nhà băng khổng lồ, các tác phẩm điêu khắc tuyết quy mô lớn, trượt băng, thức ăn và đồ uống lễ hội cũng có thể được tìm thấy ở một số công viên và đại lộ chính trong thành phố. Các hoạt động mùa đông trong lễ hội bao gồm trượt tuyết Yabuli Alpine, lái xe tuyết di động, bơi lội mùa đông ở Sông Tùng Hoa và triển lãm băng đèn lồng truyền thống ở Zhaolin Garden, được tổ chức lần đầu tiên vào năm 1963. Các hoạt động khắc tuyết và băng và tuyết thu hút khắp các nước, đặc biệt là ở các nước châu Á bao gồm Hàn Quốc, Nhật Bản, Thái Lan và Singapore.

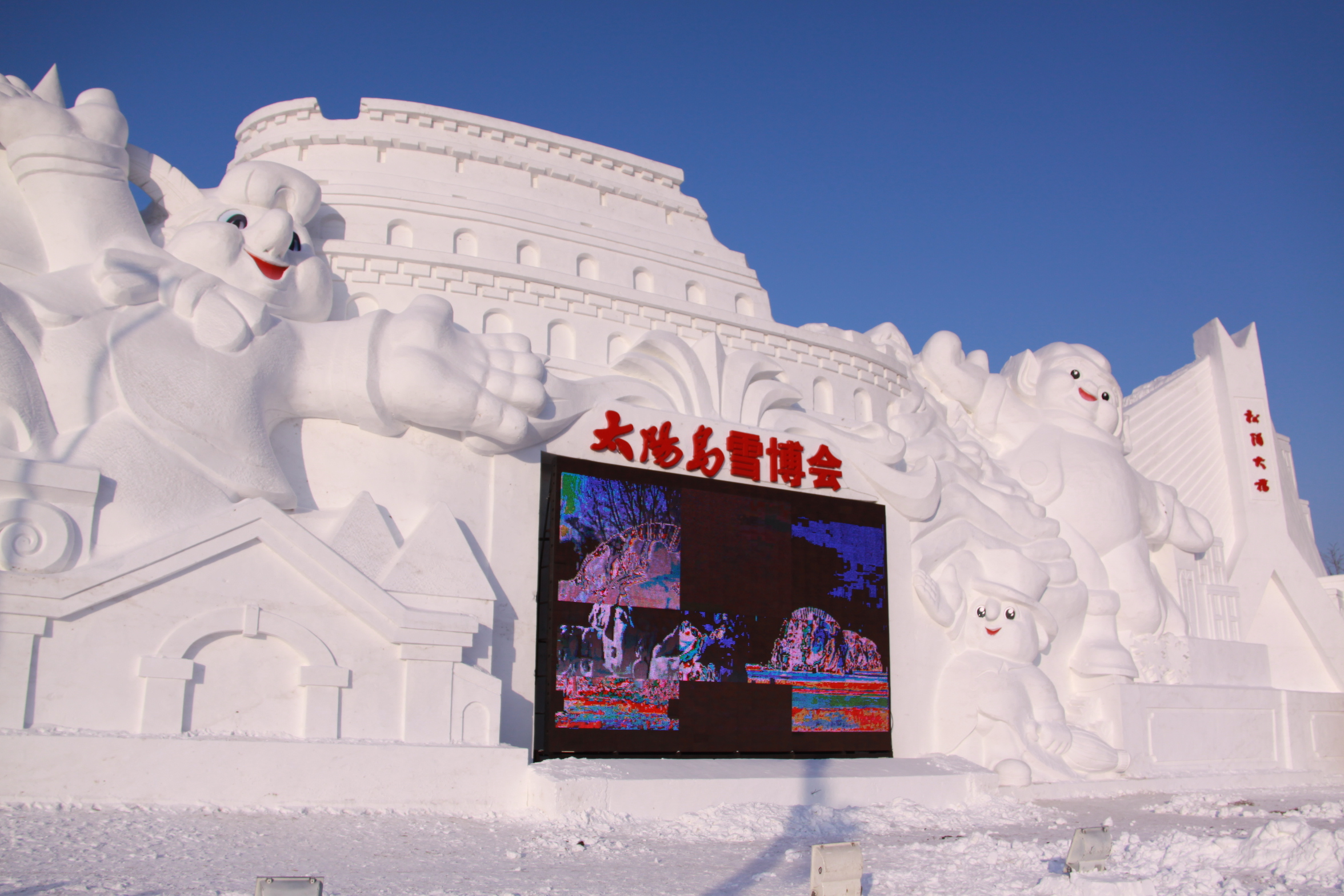
Điêu khắc tuyết trên đảo Sun, 2011

"Lễ hội tuyết và băng quốc tế Cáp Nhĩ Tân" là một trong bốn lễ hội tuyết và băng lớn nhất thế giới, cùng với Lễ hội tuyết Sapporo của Nhật Bản, Lễ hội mùa đông Quebec của Canada và Lễ hội trượt tuyết Holmenkollen của Na Uy.
Tháng 11 hằng năm, thành phố Cáp Nhĩ Tân gửi các đội nghệ nhân làm đá đến Hoa Kỳ để quảng bá hình thức nghệ thuật độc đáo của họ. Phải mất hơn 100 nghệ nhân để tạo ra ICE !, trưng bày hàng năm các bức chạm khắc bằng đá theo chủ đề Giáng sinh trong nhà ở National Harbor, Maryland; Nashville, Tennessee; Kissimmee, Florida; và Grapevine, Texas.

### Thành phố âm nhạc
Được thành lập vào năm 1908, Dàn nhạc Giao hưởng Cáp Nhĩ Tân là dàn nhạc giao hưởng lâu đời nhất của Trung Quốc. Trường Âm nhạc Cáp Nhĩ Tân No.1 cũng là trường âm nhạc đầu tiên ở Trung Quốc, được thành lập vào năm 1928. Gần 100 nhạc sĩ nổi tiếng đã học tại trường kể từ khi thành lập, Liu Yantao, phó giám đốc Văn phòng Báo chí và Xuất bản Cáp Nhĩ Tân cho biết. Hàng năm, có hàng ngàn thanh niên bắt đầu giấc mơ âm nhạc của họ ở thành phố này, và các hoạt động nối tiếp "Liên hoan âm nhạc mùa hè Cáp Nhĩ Tân" luôn được tổ chức trong mùa hè hàng năm thể hiện niềm đam mê âm nhạc của người dân địa phương. UNESCO công nhận Cáp Nhĩ Tân của Trung Quốc là "Thành phố âm nhạc" như một phần của Mạng lưới thành phố sáng tạo trong năm 2010.

### Buổi hòa nhạc mùa hè Cáp Nhĩ Tân
'Tháng âm nhạc mùa hè Cáp Nhĩ Tân', sau đó được đổi tên thành 'Buổi hòa nhạc mùa hè Cáp Nhĩ Tân', được tổ chức vào tháng 8 năm 1958. Buổi hòa nhạc chính thức đầu tiên được tổ chức vào ngày 5 tháng 8 năm 1961 tại Harbin Youth Palace, và cứ mỗi năm cho đến năm 1966 Cách mạng văn hóa bắt đầu ở Trung Quốc.Năm 1979, buổi hòa nhạc đã được phục hồi và từ năm 1994, buổi hòa nhạc đã được tổ chức hai năm một lần. Là một phần của lễ khai mạc buổi hòa nhạc mùa hè Harbin năm 1992, một buổi hòa nhạc 1.001-piano được tổ chức tại quảng trường tưởng niệm Flood của Cáp Nhĩ Tân nằm ở cuối phía bắc đường Zhongyang (Trung Quốc: 中央 大街; pinyin: Zhōngyāng Dàjiē) vào ngày 6 tháng 8 năm 2006. Các tiết mục của dàn nhạc gồm có Triumphal March, Military March, Radetzky March và bài hát địa phương truyền thống nổi tiếng On The Sun Island. Buổi hòa nhạc này đã lập kỷ lục Guinness thế giới cho bộ đàn piano lớn nhất, vượt qua kỷ lục trước đó được tổ chức bởi các nghệ sĩ Đức trong một buổi hòa nhạc 600 piano. Năm 2008, buổi hòa nhạc âm nhạc mùa hè Cáp Nhĩ Tân lần thứ 29 được tổ chức vào ngày 6 tháng 8.

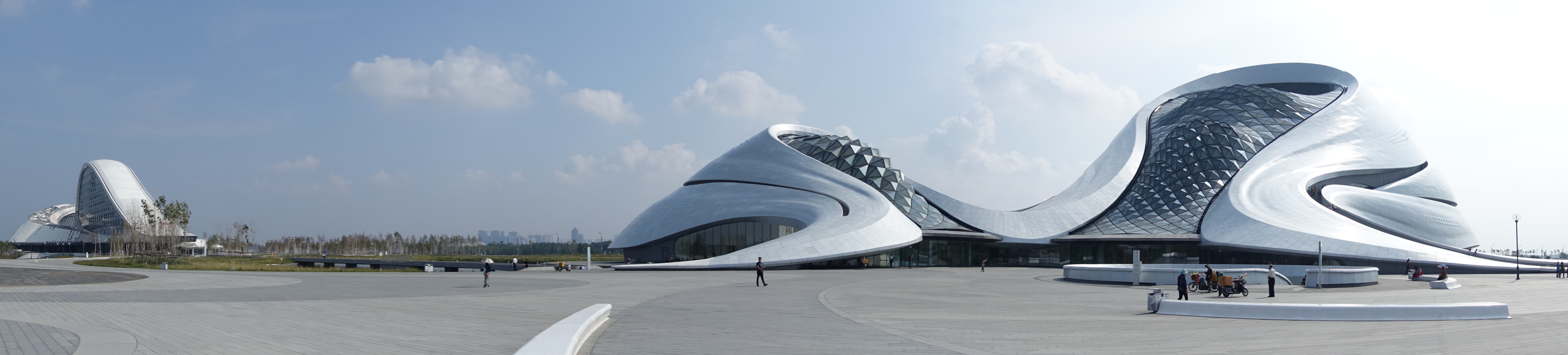
Nhà hát Lớn Cáp Nhĩ Tân, thiết kế bởi MAD Studio. Tọa lạc ở quận Tùng Bắc, nhà hát opera này được bao quanh bởi đất ngập nước và đường thủy của sông Tùng Hoa.

### Truyền thông

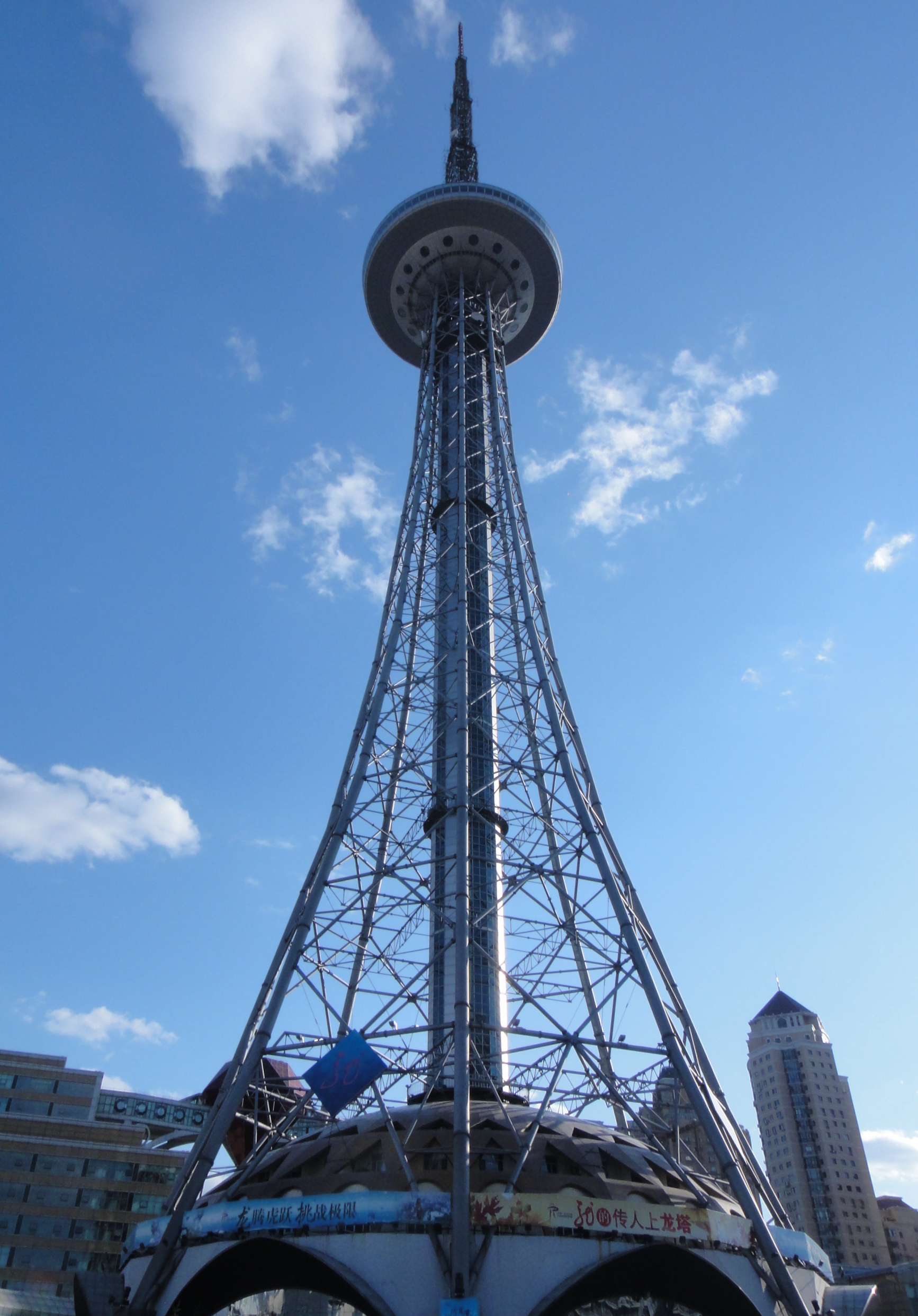
Dragon Tower (Long Ta), một tháp lưới độc lập cao 336 mét, đóng vai trò trụ sở chính của HLJTV.

#### Tivi và radio
- Truyền hình Hắc Long Giang (HLJTV) đóng vai trò là cửa hàng truyền thông của khu vực này, các chương trình phát sóng trên bảy kênh cũng như một kênh vệ tinh cho các tỉnh khác.
- Truyền hình Cáp Nhĩ Tân (HRBTV) đóng vai trò là một trạm thành phố, nơi có năm kênh dành cho lập trình chuyên ngành.
- Long Guang, Dragon Broadcast, trước đây là đài phát thanh nhân dân Hắc Long Giang, nhóm đài phát thanh phục vụ toàn bộ vùng Hắc Long Giang, cung cấp bảy kênh bao gồm cả đài phát thanh tiếng Triều Tiên.
- Đài Phát thanh Nhân dân Cáp Nhĩ Tân (HPBS), phát sóng âm nhạc, tin tức, giao thông, kinh tế và cuộc sống ở Cáp Nhĩ Tân và các khu vực lân cận như Đại Khánh, Tuy Hóa và Fuyu.

## Kiến trúc
Cáp Nhĩ Tân nổi tiếng với sự kết hợp giữa phong cách kiến trúc Trung Quốc và châu Âu. Nhiều tòa nhà theo phong cách châu Âu và Nga được bảo vệ bởi chính phủ. Kiến trúc ở Cáp Nhĩ Tân mang đến cho nó biệt danh "Oriental Moscow" và "Oriental Paris" ở Trung Quốc.

### Kiến trúc lịch sử

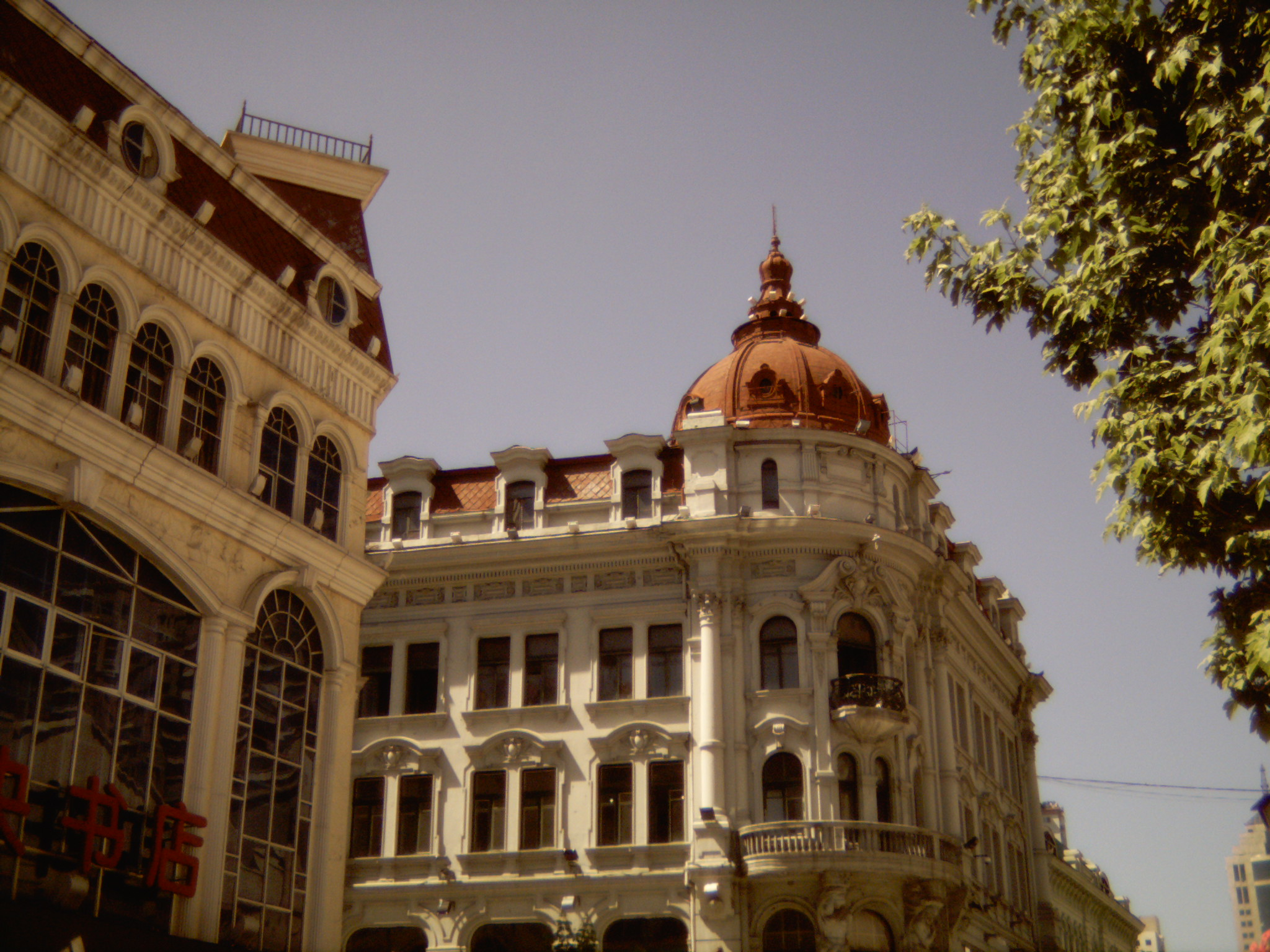
Một tòa nhà mang kiến trúc châu Âu tren đường Zhongyang.

Đường Zhongyang, một trong những con đường thương mại chính ở Cáp Nhĩ Tân, là một phần còn lại của các hoạt động kinh doanh quốc tế nhộn nhịp vào đầu thế kỷ 20. Được xây dựng lần đầu tiên vào năm 1898, đường phố dài 1,4 km (0,87 mi) giờ đây là bảo tàng thực sự của phong cách kiến trúc châu Âu: mặt tiền Baroque và Byzantine, ít tiệm bánh của Nga và nhà thời trang Pháp, cũng như phong cách kiến trúc châu Âu: và các nhà hàng Nhật Bản.
Nhà thờ Chính thống Nga, Nhà thờ Saint Sophia, cũng nằm ở quận trung tâm của Daoli. Được xây dựng vào năm 1907 và mở rộng từ 1923 đến 1932, nó đã bị đóng cửa trong thời kỳ Đại nhảy vọt và Cách mạng Văn hóa. Sau khi được chỉ định vào năm 1996 như một di sản văn hóa quốc gia, nó đã trở thành một bảo tàng như để giới thiệu về lịch sử thành phố Cáp Nhĩ Tân vào năm 1997. Nhà thờ rộng 53,35 m (175,0 ft), có diện tích 721 mét vuông, là một đại diện điển hình của kiến trúc Byzantine.
Nhiều công dân tin rằng nhà thờ Chính thống đã phá hủy phong thủy địa phương, vì vậy họ đã quyên góp tiền để xây dựng một tu viện Trung Quốc vào năm 1921, Đền thờ Ji Le. Có hơn 15 nhà thờ Chính thống Nga và hai nghĩa trang ở Cáp Nhĩ Tân cho đến năm 1949. Cách mạng Cộng sản, Cách mạng Văn hóa lần thứ 2, và sự suy giảm dân số Nga, chứng kiến nhiều người trong số chúng bị bỏ rơi hoặc bị phá hủy. Ngày nay, khoảng 10 nhà thờ vẫn còn, trong khi các dịch vụ chỉ được tổ chức tại Nhà thờ với sự can thiệp ở Cáp Nhĩ Tân.

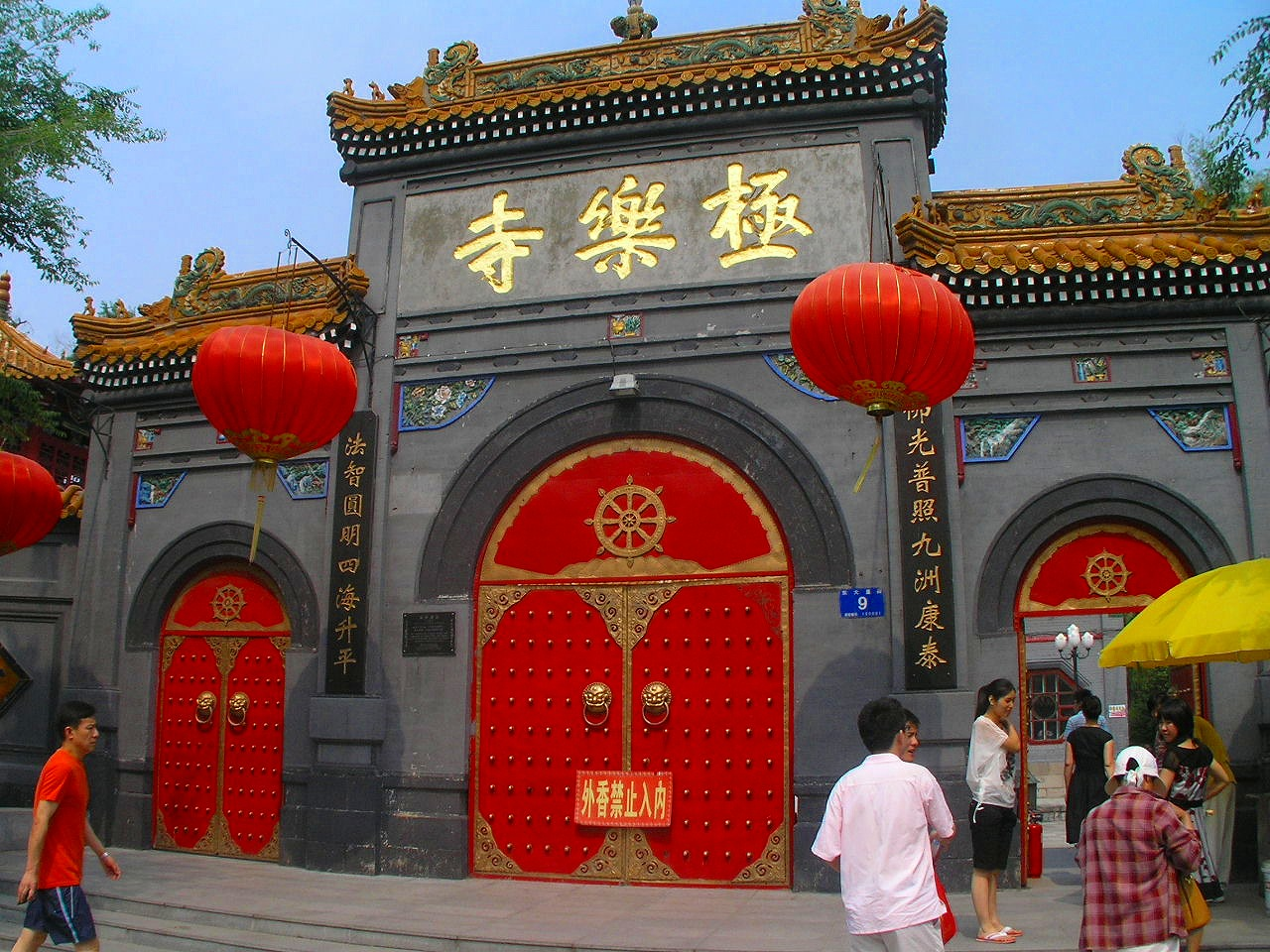
Đền Phúc Lạc, một đền chùa Phật giáo ở Cáp Nhĩ Tân.

Trong những ngày đầu xây dựng đô thị của Cáp Nhĩ Tân, một số ngôi nhà vườn cao cấp được xây dựng tại Phố Hồng quân, đường phố công ty và Phố Garden là nơi cư trú riêng của các quan chức đường sắt trung đông. Tòa nhà được cá nhân hóa và thú vị nhất là thiết kế tường lửa và lò sưởi. Bức tường được trang trí bằng sắt cứu trợ, phù hợp với các hình thức của hoa, lá và cây nho.
Cục Quản lý Đường sắt Cáp Nhĩ Tân, trước đây được gọi là Cục Đường sắt Trung Đông, thường được gọi là "ngôi nhà bằng đá lớn", được xây dựng vào năm 1902 và được xây dựng vào năm 1904. 3 lần trước và sau năm 1905, ngọn lửa của Phong trào Boxer bị đốt cháy và xây dựng lại vào năm 1906, đó là, chính quyền đường sắt ngày nay.
Harbin Railway Bureau đã trở thành một tòa nhà nghệ thuật mới nổi tiếng với cách bố trí cẩn thận, hình dáng thanh lịch, chi tiết sống động và trang trí nội thất trang nhã. Thật vui mừng khi lưu ý rằng mặc dù những thăng trầm của cơn bão, nó vẫn còn nguyên vẹn, và đã trở thành nhân chứng tốt nhất cho sự phát triển đô thị của Cáp Nhĩ Tân.

### Kiến trúc hiện đại

Nhà hát Opera Cáp Nhĩ Tân

Nhà hát lớn Cáp Nhĩ Tân nằm ở trung tâm văn hóa Tùng Hoa, Cáp Nhĩ Tân, Hắc Long Giang, Trung Quốc, bao gồm Nhà hát lớn (1600) và nhà hát nhỏ (400 chỗ ngồi). Kiến trúc sử dụng thiết kế bên ngoài của bề mặt hyperbol không đồng nhất. Đây là tòa nhà mang tính bước ngoặt của Cáp Nhĩ Tân.
Vào tháng 2 năm 2016, Nhà hát lớn Cáp Nhĩ Tân đã được ArchDaily chọn là "tòa nhà văn hóa tốt nhất" của tòa nhà tốt nhất thế giới vào năm 2015.
Nhà hát lớn Cáp Nhĩ Tân là một tòa nhà mang tính bước ngoặt ở Cáp Nhĩ Tân. Nó được xây dựng phù hợp với nước và phù hợp với vị trí và thiết kế của đảo văn hóa Cáp Nhĩ Tân. Nó thể hiện quan niệm về cảnh quan và cảnh quan của miền Bắc. Là một cơ sở xây dựng công cộng, Nhà hát lớn Cáp Nhĩ Tân cố gắng cung cấp cho mọi người và du khách những trải nghiệm không gian khác nhau từ sân khấu, cảnh quan, hình vuông và nền tảng lập thể. Theo quan điểm của nhu cầu xem và tham quan, Nhà hát lớn đã áp dụng cách đầu tiên trên thế giới giới thiệu ánh sáng tự nhiên vào nhà hát, làm phong phú thêm chế độ chiếu sáng trong giai đoạn không hoạt động và tạo ra một mô hình mới về bảo tồn năng lượng và bảo vệ môi trường; mô hình hợp lý hóa của đa đảo đứng trong nhà hát được thống nhất với phong cách tổng thể của mô hình bên ngoài. Trong quá trình thiết kế, nhà thiết kế thiết lập hành lang ngắm cảnh độc đáo và nền tảng xem trong Nhà hát lớn. Du khách có thể bỏ qua vùng đất ngập nước xung quanh và tận hưởng khung cảnh đất ngập nước tự nhiên độc đáo của Cáp Nhĩ Tân.
Sau khi hoàn thành Nhà hát lớn Cáp Nhĩ Tân, công chúng có thể thưởng thức buổi biểu diễn opera đích thực và tinh khiết (không có bất kỳ thiết bị âm thanh điện nào), và cũng có thể trải nghiệm cảm giác hoàn hảo về giao hưởng, múa ba lê và kịch trong các phòng chức năng khác nhau. Là một tòa nhà mang tính bước ngoặt, Nhà hát lớn Cáp Nhĩ Tân vào ban đêm cũng sẽ trở thành một biểu tượng của thành phố băng.

## Giao thông

### Đường sắt

Hệ thống đường sắt Đông Bắc Trung Quốc.

Nằm ở ngã ba của hệ thống đường chính "T-style", Cáp Nhĩ Tân là một trung tâm đường sắt quan trọng của khu vực Đông Bắc Trung Quốc. Cục Đường sắt Cáp Nhĩ Tân là Cục Đường sắt đầu tiên được thành lập bởi Chính phủ Cộng hòa Nhân dân Trung Hoa, trong đó mật độ đường sắt là cao nhất ở Trung Quốc. Năm tuyến đường sắt thông thường xuất phát từ Cáp Nhĩ Tân đến: Bắc Kinh (Đường Jingha), Tuy Phân Hà (Tuyến Binsui), Mãn Châu Lý (Tuyến Binzhou), Bắc Hà (Tuyến Binbei) và Lalin (Tuyến Labin). Ngoài ra, Cáp Nhĩ Tân có một tuyến đường sắt cao tốc nối với Đại Liên, cảng biển cực nam của Đông Bắc Trung Quốc. Trong năm 2009, việc xây dựng bắt đầu trên Ga Tàu Tây Cáp Nhĩ Tân mới với 18 nền tảng, nằm ở vùng ngoại ô phía tây nam của thành phố. Vào tháng 12 năm 2012, nhà ga đã được mở cửa, khi Trung Quốc công bố đường sắt cao tốc đầu tiên chạy qua các khu vực có nhiệt độ mùa đông cực kỳ thấp. với các chuyến chạy theo lịch trình từ Cáp Nhĩ Tân đến Đại Liên. Các tàu đạn CRH380B chống chịu thời tiết phục vụ đường dây có thể chứa nhiệt độ từ âm 40 độ C đến 40 độ C trên không. Trong năm 2017, kế hoạch đã được đề xuất xây dựng một đường sắt tốc độ cao giữa Cáp Nhĩ Tân và Vladivostok, như một phần của Sáng kiến Một Vành đai, Một con đường do Chủ tịch Tập Cận Bình đề xuất. Việc xây dựng sẽ làm cho Cáp Nhĩ Tân trở thành thành phố Trung Quốc đầu tiên kết nối với một thành phố của Nga thông qua đường sắt tốc độ cao và là lần đầu tiên một thành phố của Nga kết nối với mạng lưới tốc độ cao của Trung Quốc.
Các ga xe lửa chính của thành phố là ga đường sắt Cáp Nhĩ Tân, được xây dựng lần đầu tiên vào năm 1899 và được mở rộng vào năm 1989. Nhà ga chính được xây dựng lại vào năm 2017 và hiện vẫn đang được xây dựng; Ga đường sắt Đông Cáp Nhĩ Tân, khai trương vào năm 1934; và Ga Tàu Tây Cáp Nhĩ Tân, được xây dựng vào ga đường sắt tốc độ cao của thành phố vào năm 2012. Một ga chính khác là Ga Tàu Bắc Cáp Nhĩ Tân, mở cửa phục vụ công cộng vào năm 2015, cùng với Tuyến Đường sắt Hành khách Cáp Nhĩ Tân-Qiqihar mới.
Dịch vụ tàu chở khách trực tiếp có sẵn từ Ga Tàu Cáp Nhĩ Tân đến các thành phố lớn bao gồm Bắc Kinh, Thượng Hải, Thiên Tân, Quảng Châu, Tế Nam, Nam Kinh và nhiều thành phố lớn khác ở Trung Quốc. Dịch vụ đường sắt cao tốc trực tiếp bắt đầu hoạt động giữa các trạm Harbin West và Shanghai Hongqiao kể từ ngày 28 tháng 12 năm 2013, và rút ngắn thời gian hành trình xuống 12 giờ.

Hệ thống đường sắt
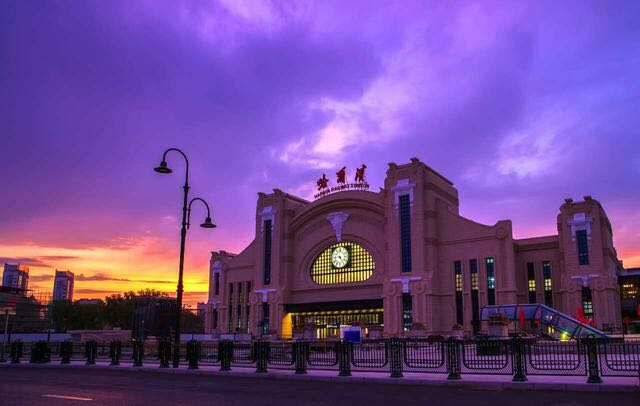
Ga Bắc Cáp Nhĩ Tân
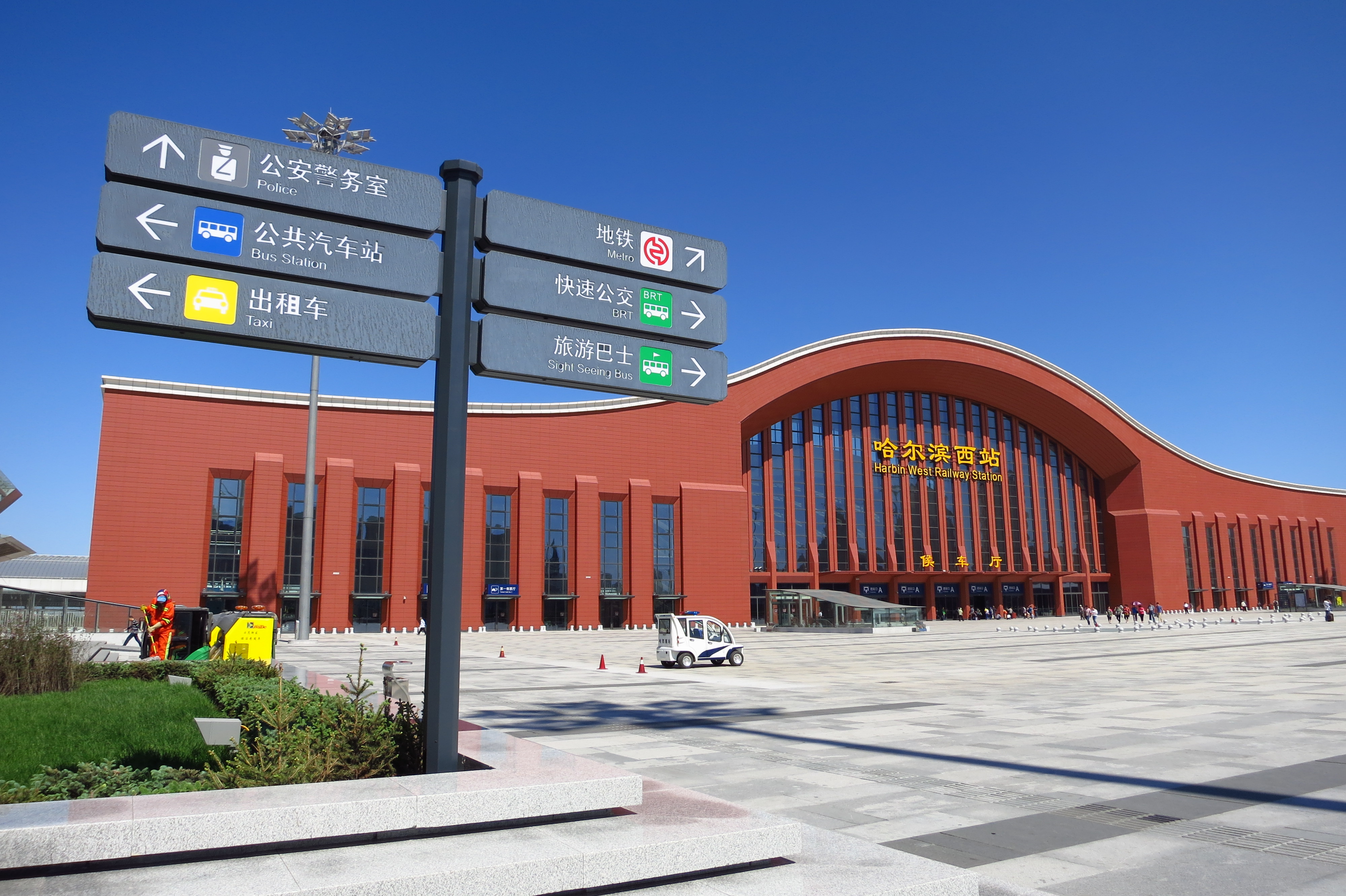
Tàu Tây Cáp Nhĩ tân
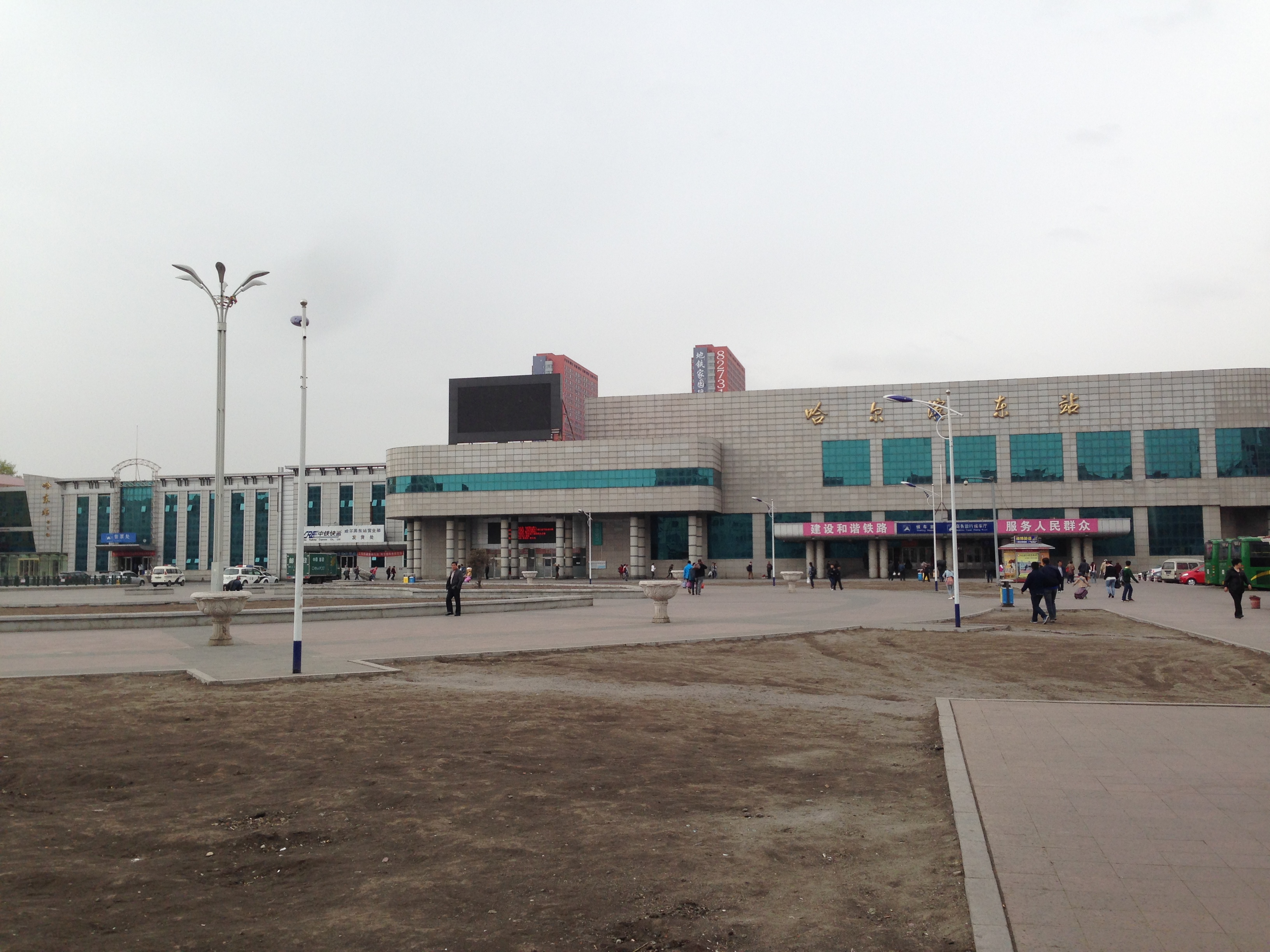
Ga Đông Cáp Nhĩ Tân
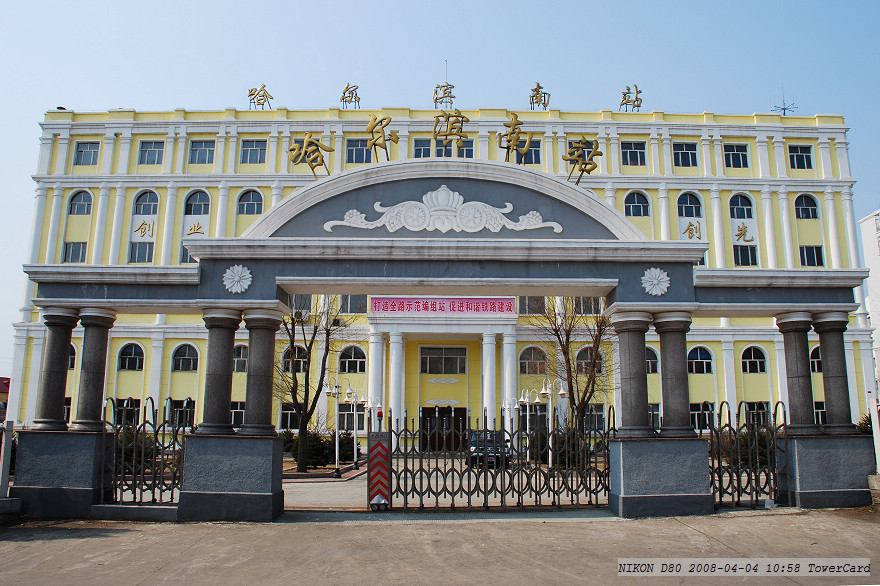
Ga Nam Cáp Nhĩ Tân.
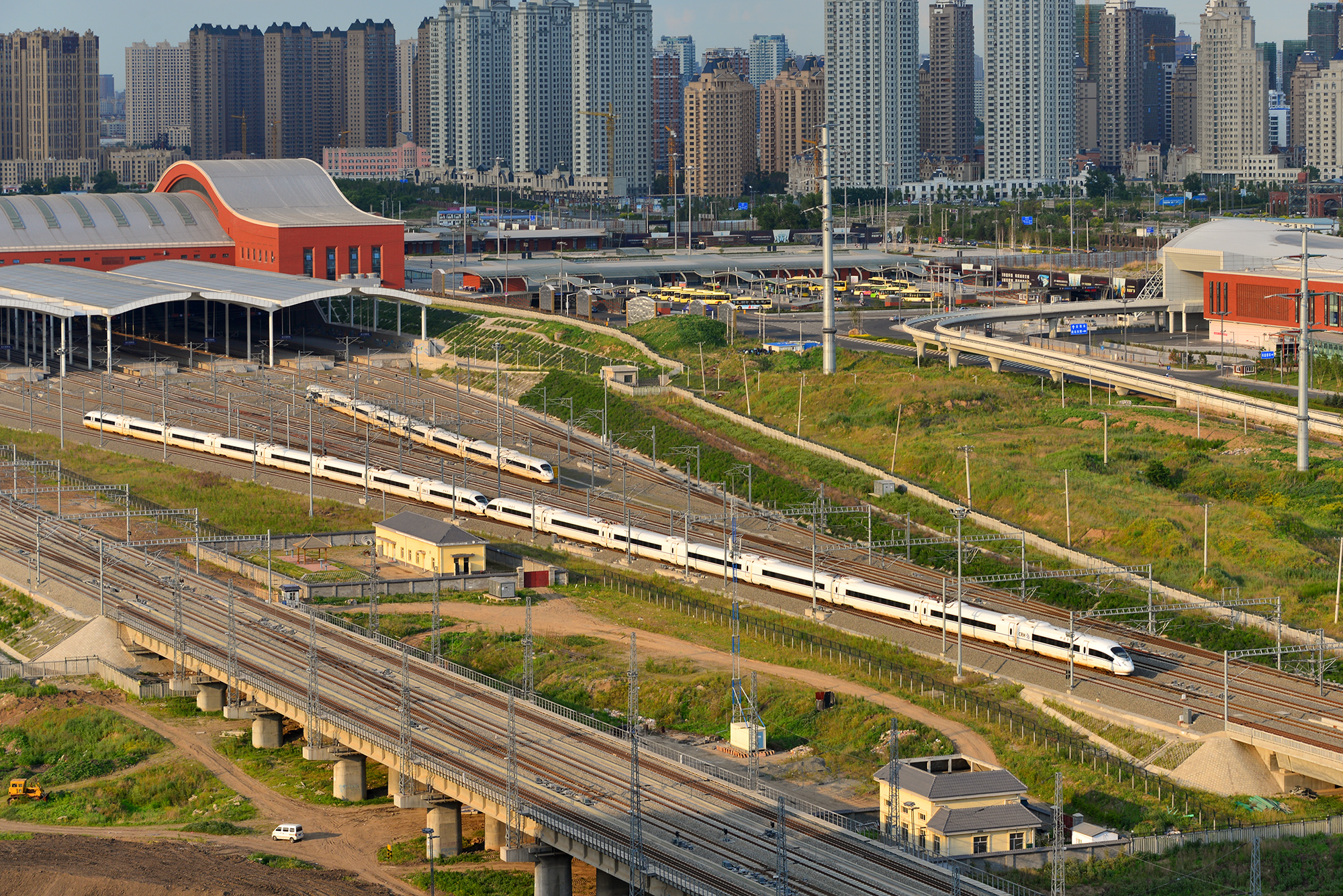
Một chiếc tàu cao tốc CRH đi vào ga Tây

### Đường bộ

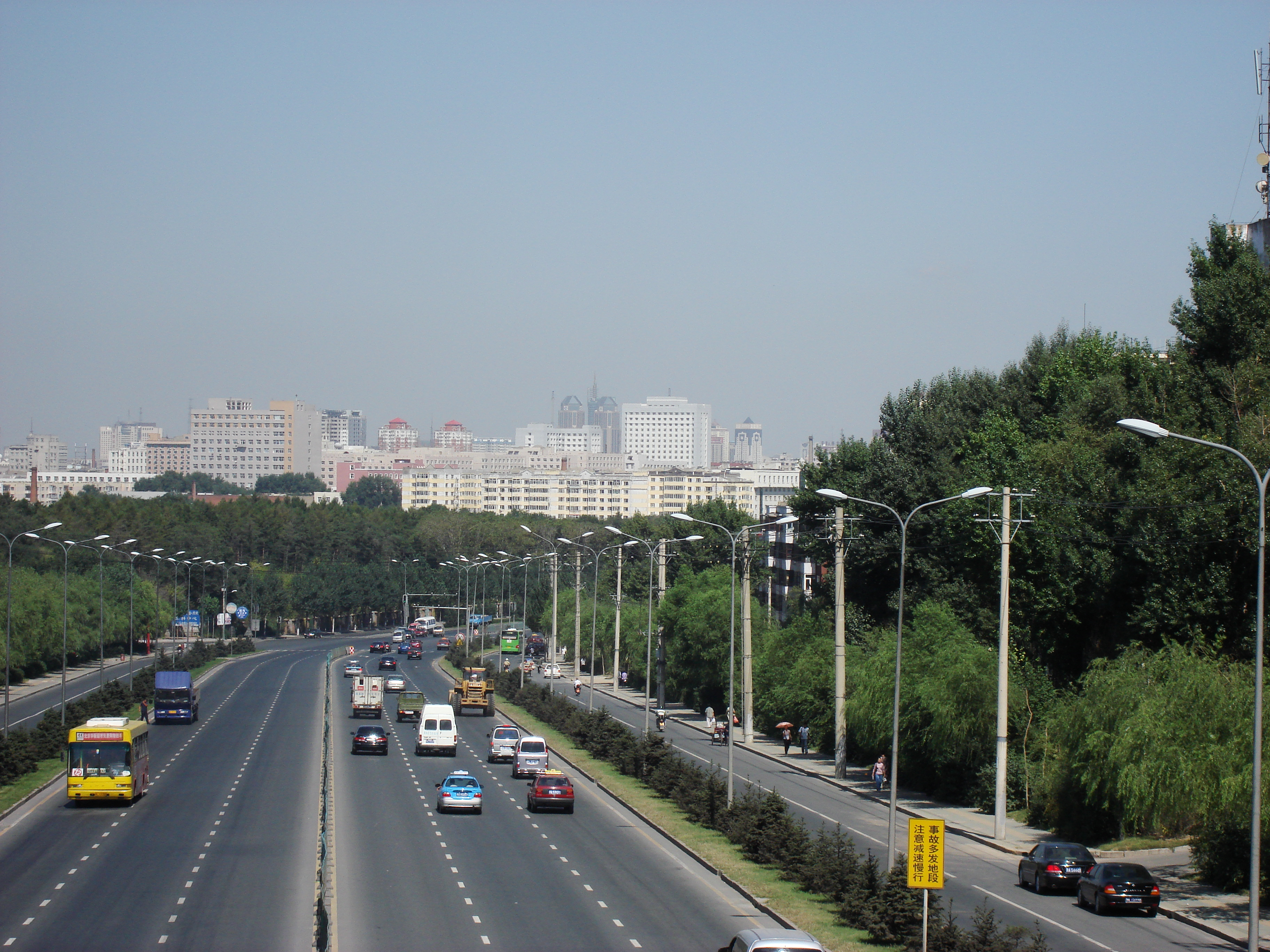
Đường Haping, một trong những con đường chính ở phía nam của Cáp Nhĩ Tân.

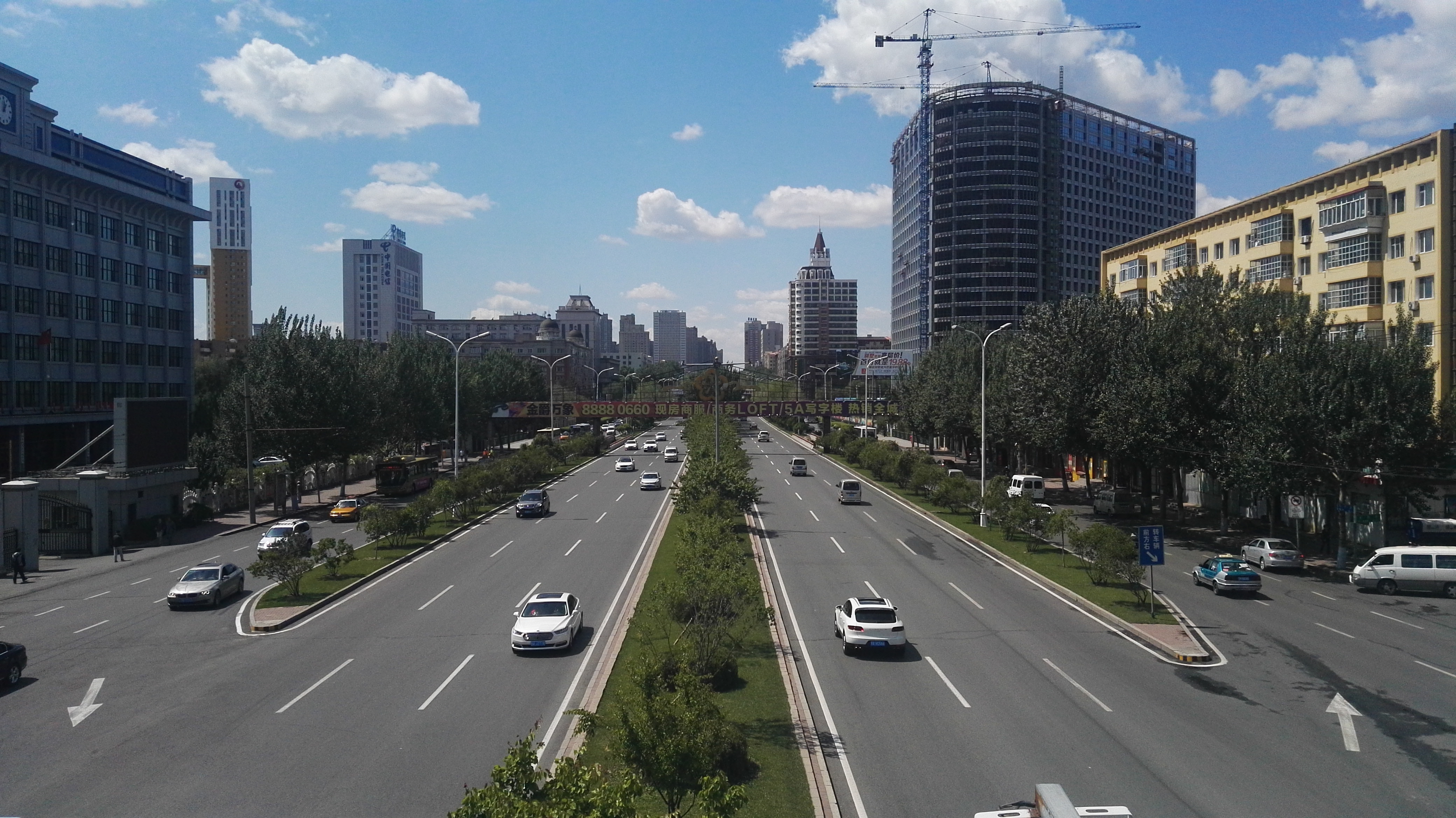
Đường Hexing, phần phía tây của đường vành đai thứ hai của Cáp Nhĩ Tân.

Là một trung tâm khu vực quan trọng ở Đông Bắc Trung Quốc, Cáp Nhĩ Tân có một hệ thống đường cao tốc tiên tiến. Các đường cao tốc chính đi qua hoặc kết thúc tại Cáp Nhĩ Tân bao gồm các đường cao tốc Bắc Kinh - Cáp Nhĩ Tân, Đại Liên - Cáp Nhĩ Tân, Cáp Nhĩ Tân - Đồng Giang, Trường Xuân - Cáp Nhĩ Tân và Mãn Châu Lý - Tuy Phân Hà.
- Đường cao tốc G1 Bắc Kinh – Cáp Nhĩ Tân
- Đường cao tốc Tuy-Mãn
- Đường cao tốc vành đai G1001
- G1011 Cáp Nhĩ Tân-Tongjiang đường cao tốc, một thúc đẩy của G10 kéo dài về phía tây Đồng Giang, trước đây là một phần của Quốc lộ Trung Quốc 010
- Đường cao tốc G1111 Hegang – Cáp Nhĩ Tân, một sự thúc đẩy Đường cao tốc G11 Hegang-Đại Liên
- G1211 Jilin – Heihe Expressway, một đường G12 Hunchun – Ulanhot Expressway kéo dài về phía bắc đến Hắc Hà
- Quốc lộ Trung Quốc 102
- Quốc lộ Trung Quốc 202
- Quốc lộ Trung Quốc 221
- Quốc lộ Trung Quốc 222
- Quốc lộ Trung Quốc 301

### Đường hàng không
Sân bay quốc tế Thái Bình Cáp Nhĩ Tân, cách khoảng 35 km (22 dặm) từ trung tâm của Cáp Nhĩ Tân, là sân bay quốc tế lớn thứ hai ở Đông Bắc Trung Quốc. Cấp độ kỹ thuật của khu bay là 4E, cho phép phục vụ tất cả các loại máy bay dân dụng lớn và vừa. Có các chuyến bay đến hơn ba mươi thành phố lớn bao gồm Bắc Kinh, Thiên Tân, Thượng Hải, Nam Kinh, Thanh Đảo, Ôn Châu, Hạ Môn, Quảng Châu, Thẩm Quyến, Thẩm Dương, Đại Liên, Tây An và Hồng Kông. Ngoài ra còn có các chuyến bay quốc tế theo lịch trình giữa Cáp Nhĩ Tân và Nga, Singapore, Malaysia và Hàn Quốc. Vào tháng 6 năm 2015, các chuyến bay quốc tế LCC đầu tiên đến Nhật Bản, cụ thể là thành phố Nagoya sẽ bắt đầu. Do hạn chế về khả năng vận tải, việc xây dựng Nhà ga T2 bắt đầu vào ngày 31 tháng 10 năm 2014. Nhà ga T2 rộng 160.000 m2 được dự kiến hoàn thành vào năm 2017 và sẽ tăng sức tải của sân bay lên ba lần so với trước đó.

## Thành phố kết nghĩa

### Trong nước
- Thành Đô, Tứ Xuyên
- Đại Liên, Liêu Ninh
- Quảng Châu, Quảng Đông
- Hàng Châu, Chiết Giang
- Ôn Châu, Chiết Giang
- Hạ Môn, Phúc Kiến
- Tây Ninh, Thanh Hải

### Quốc tế
- Niigata, Nhật Bản
- Aarhus, Đan Mạch
- Edmonton, Canada
- Sverdlovsk Oblast, Nga
- Minneapolis, Hoa Kỳ
- Ekhuruleni, Nam Phi
- Daugavpils, Latvia
- Khabarovsk, Nga
- Ploiesti, Rumani
- Asahikawa, Nhật Bản
- Bucheon, Hàn Quốc
- Salvador, Brasil
- Givatayim, Israel